# Abbaye du Thoronet
L'abbaye du Thoronet est une abbaye cistercienne située sur la commune du Thoronet, dans le département français du Var et la région Provence-Alpes-Côte d'Azur.
Elle fait l’objet d’un classement au titre des monuments historiques par la liste de 1840.
L’ensemble du site bénéficie d’une double protection juridique : d’une part au titre de l’environnement, de la préservation de la faune et de la flore, d’autre part au titre du périmètre des 500 mètres autour d'un monument historique en application des articles L.621-30-1 et L.621-31 du code du patrimoine.

## Histoire de la construction

### Contexte

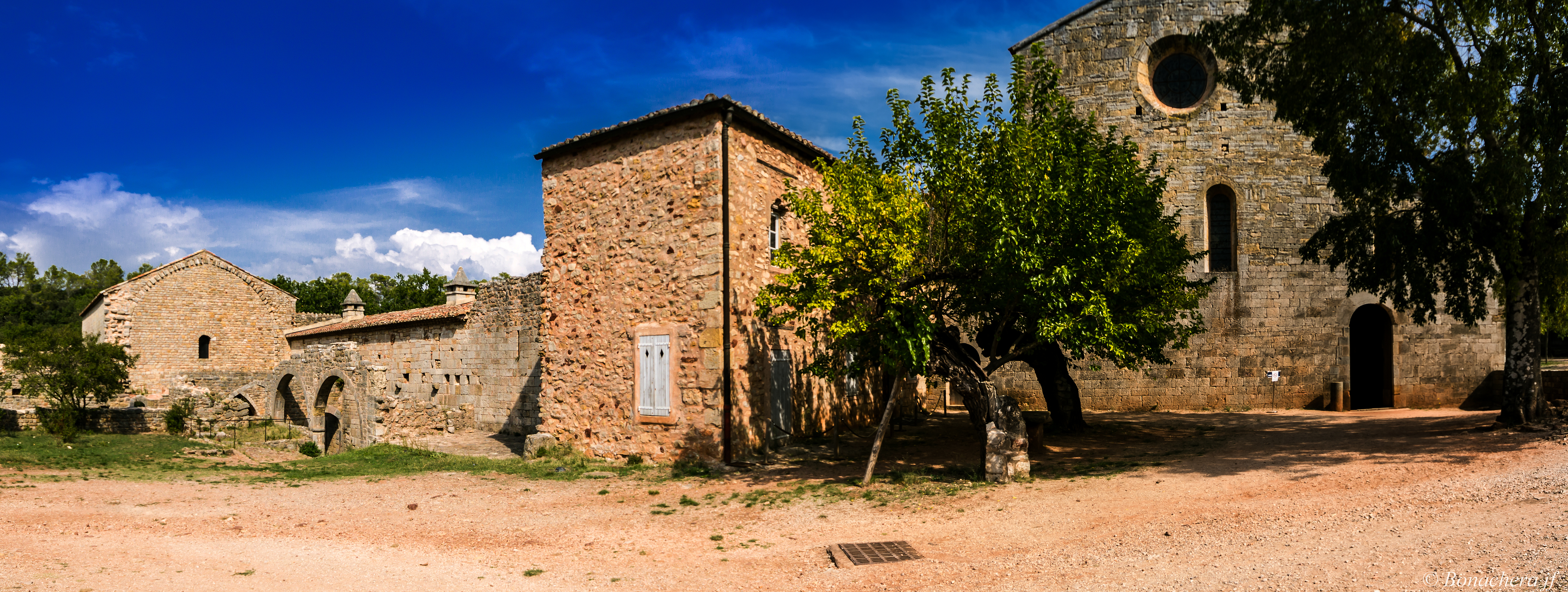
Vue de la façade ouest depuis l'entrée actuelle jusqu’à l'abbatiale.

L’abbaye du Thoronet est une des « trois sœurs provençales », les deux autres étant Sénanque (Vaucluse) et Silvacane (Bouches-du-Rhône).
Elle doit probablement beaucoup à l’abbé Foulques, mort en 1231. D’abord troubadour, il est ensuite abbé du Thoronet avant d’être évêque de Toulouse. C'était un proche de Saint Louis, protecteur de l’Ordre.
Le Corbusier visite l’abbaye en 1953.
En 1964, l'architecte Fernand Pouillon imagine, dans son roman Les Pierres sauvages, un récit de la construction de l'abbaye au XIIe siècle, sous la forme du journal du premier père prieur de l'abbaye. Son personnage, « le maître d'œuvre de l'abbaye », exprime de manière très vivante l'émotion que procure la vue des pierres utilisées dans la construction :

« La plupart des pierres seront traitées rudement, grossièrement : nous gagnerons du temps. Le soleil accrochera les facettes, les éclats, et fera précieuse la matière scintillante. Les angles, les joints dressés, ciselés, deviendront les pures arêtes, définiront le filet de la maille élémentaire, par la discrète diversité des fins appareillages que nul mortier apparent n'insensibilisera (…) Voilà pourquoi je ne veux pas la bâtir, l'engluer de chaux ; je veux lui laisser un peu de liberté, sinon elle ne vivrait pas. »

— F. Pouillon, Les Pierres sauvages

L’harmonie et la pureté de l'abbaye sont frappantes. Elle est construite à partir de la notion même de simplicité : 

« Il n’est de vertu plus indispensable à nous tous que celle de l’humble simplicité. »

— Saint Bernard
Dans le cadre de l’inscription sur la liste du patrimoine mondial de l'humanité gérée par l’UNESCO, la notice sur l’abbaye de Fontenay indique que « le plus parfait » exemple de l’architecture cistercienne est l’abbaye du Thoronet.
L’abbaye du Thoronet a connu beaucoup de restaurations à partir du XIXe siècle, qui semblent être assez fidèles à la construction originelle. Elle se cache parmi les chênes dans un site sauvage et isolé qui s'accorde bien avec la règle stricte de l'ordre de Cîteaux.

### De la fondation au déclin de l'abbaye
L’abbaye du Thoronet a été fondée au XIIe siècle en Provence, pour une communauté de vingt moines seulement, sans compter les convers, à une époque où celle-ci relevait du Saint-Empire romain germanique sous l’autorité de Frédéric Ier Barberousse (1152-1190). L’empire s’étendait alors de la Bohême au Rhône. Le Thoronet constitue la première présence cistercienne dans cette région.
L'abbaye Notre-Dame de Florièyes

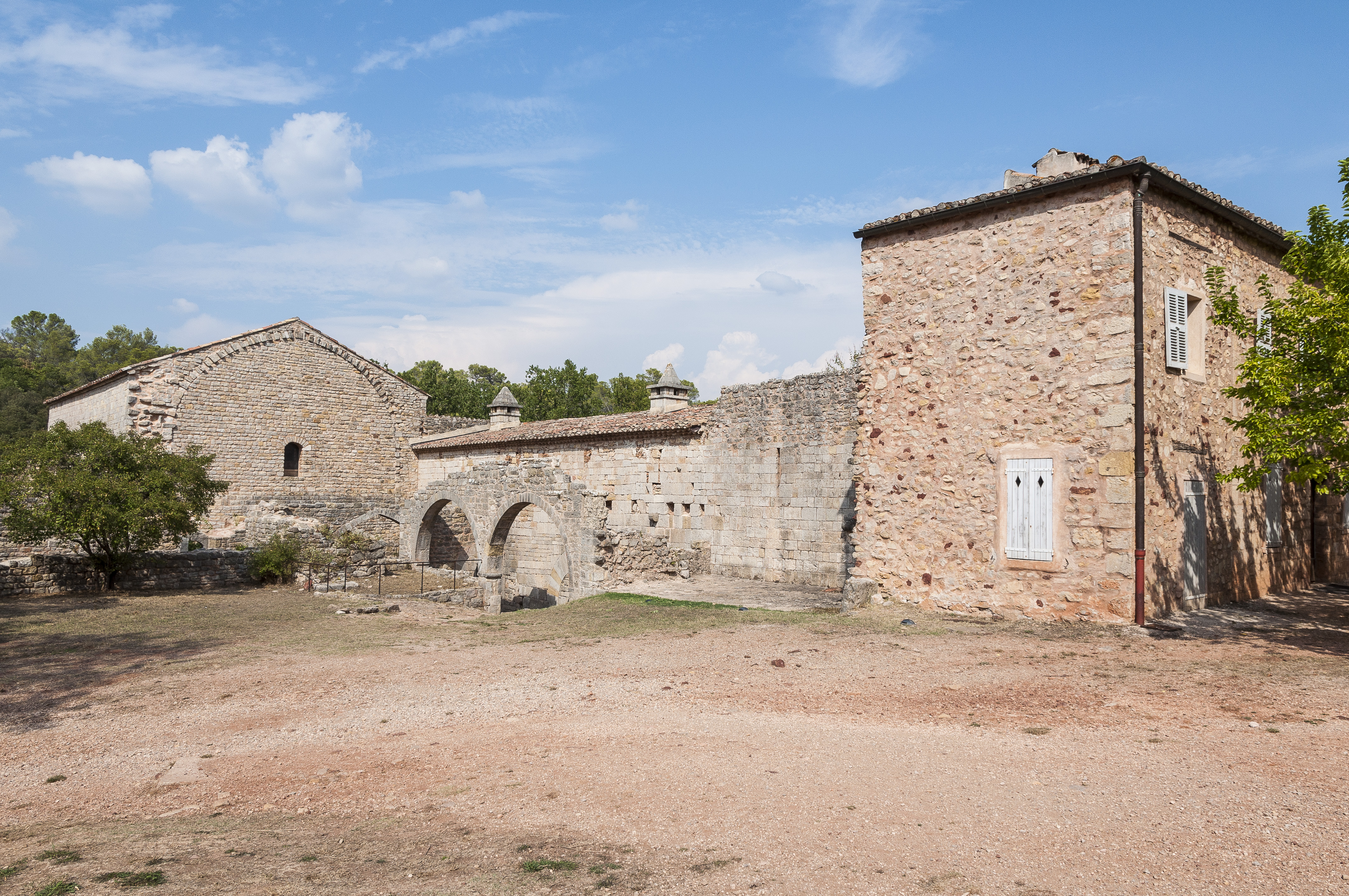
Entrée de l'abbaye du Thoronet.

Mais avant de fonder l’abbaye du Thoronet, c'est de l'abbaye de Mazan (Ardèche) que Paulin, son premier abbé, et douze moines installent une communauté, le 14 avril 1136, sur la commune de Tourtour, qui prit le nom de l'abbaye de Florièyes,, à une journée de marche au nord-ouest de l’actuel site du Thoronet. Selon le Service régional de l'inventaire, la première abbaye cistercienne aurait peut-être été fondée sur le territoire d'Arquinaut situé au sein du domaine des Treilles. Au XIXe siècle, la chapelle Notre-Dame-de-Florièye était en effet parfois appelée "Notre Dame d'Arquinaut", peut-être en référence au site situé sur la colline de Calamantran Bourg castral d'Arquinaut lieu-dit Calamantran. a lieu grâce au don d’une partie des terres de la famille de Castellane.
L'abbaye Notre-Dame du Thoronet
C'est en 1146 que les moines de Florièyes arrivent au Thoronet. Malgré d’autres dons importants en terrain, la nouvelle communauté installée à Notre-Dame de Florièyes ne trouve pas les conditions idéales à son développement et décide alors de se déplacer sur une des terres qu’elle possédait déjà et qui lui avait été léguée par le catalan Raymond Bérenger, comte de Provence. La charte de donation est datée du 18 des calendes d'avril 1146.
Le premier acte de fondation de 1157 marque l’abandon définitif du site de Notre-Dame de Florièyes qui devient un simple prieuré, pour le massif de l’Urbac dans la forêt de la Darboussière au sein de la seigneurie de Séguemagne,, lieu d’implantation de la nouvelle abbaye.
Les hommes du Temple cultivaient un grand nombre de terres, soit qu'elles aient été leur propriété, soit qu'elles aient appartenu aux moines cisterciens du Thoronet qui se posaient ainsi en suzerains des Templiers. Lors de la suppression de l'ordre en 1312, la quasi-totalité des biens du Temple à Lorgues revinrent aux cisterciens du Thoronet.
L'abbaye ne tarde pas à connaître la prospérité à la suite des nombreuses donations qui affluent, notamment de la part des seigneurs de Castellane. Jusqu'au milieu du XIIIe siècle, les donations permettent à l'abbaye d'organiser son économie autour de l'agriculture et de l'élevage. Au XIVe siècle, le Thoronet, comme bien d'autres abbayes cisterciennes, connaît peu à peu le déclin. Les révoltes internes puis plus tard les guerres de Religion entraînent la défection des moines de l'abbaye qui, en 1787, est rattachée à l'évêché de Digne-les-Bains. Pendant un siècle environ une vingtaine de moines y vécurent mais, à la Révolution, il ne restait plus que sept religieux dans un état voisin de la misère, puisque l'un d'eux écrit que « la maison est plus propre à servir d'écurie qu'à y loger. »
En 1791, on assiste au départ des six derniers moines et l’abbaye est vendue
comme bien national à des particuliers qui y installent des étables et des granges. Vendue pour 132 700 francs, puis à nouveau délaissée, elle est rachetée par l'État en 1854. Grâce à l'intervention de Mérimée, elle échappe à la ruine. Depuis, les travaux de consolidation et de restauration se sont succédé. Ils étaient devenus d'autant plus indispensables que l'abbaye souffrait de l'exploitation de la bauxite à proximité.

### La vie à l'abbaye
L’isolement prescrit par la règle de saint Benoît est relatif au Thoronet. En effet, l’abbaye se situe à une journée de marche de l’évêché de Fréjus (45 kilomètres) et on trouve dans un rayon de dix kilomètres de nombreux villages préexistants.
De plus, les ressources matérielles de l’abbaye lui assurent une place importante dans le marché commercial de la région. Ces ressources se situent parfois loin de l’abbaye et les frères convers ont la charge de leur exploitation. L’abbaye du Thoronet possède en effet les marais littoraux de Marignane, au bord de l’étang de Berre, ou encore ceux de Hyères qui permettent la production de sel. L’activité de pêche se fait à Martigues, Hyères et Sainte-Maxime. Le produit de cette activité représentant une part plus importante que la consommation propre de l’abbaye, une partie est vendue directement sur les marchés locaux.
La grande spécialité du Thoronet, c’est surtout l’élevage. Les animaux fournissent à la fois de la viande qui n’est pas consommée par les frères puisque ceux-ci ont un régime végétarien, et de la peau qui est utilisée pour la confection des parchemins, faits essentiellement en peau de mouton. Ceci est très important pour l’abbaye puisqu'elle possède un scriptorium.

#### Liste des abbés
- 1146-1149 : Paulin
- 1149-1157 : Jean I
- 1157-1170 : Pons
- 1170-1176 : Foulques I
- 1176-1188 : Pierre
- 1188-1197 : Etienne
- 1197-1201 : Hugues
- 1201-1205 : François I
- 1205-1208 : Foulques de Marseille
- 1208-1209 : Guillaume I
- 1209-1216 : Raoul
- 1216-1221 : Guillaume II Martin
- 1221-1227 : Guillaume III du Monastier
- 1227-1270 : Guillaume IV de Signe
- 1270-1278 : Alphonse
- 1278-1345 : Guillaume V
- 1345-1361 : Bernard
- 1361-1371 : Bertrand
- 1371-1380 : Guillaume VI
- 1380-1389 : Mitre I de Vésian
- 1389-1397 : Guillaume VII de Damas
- 1397-1400 : Jean II
- 1400-1402 : Jean III de Sicard
- 1402-1416 : Raymond Drogoul[22]
- 1409-1417 : Nicolas I
- 1417-1428 : Mitre II de Gastinelle
- 1428-1439 : Jean IV Soubin
- 1439-1441 : Antoine I
- 1441-1443 : Louis I du Pont
- 1443-1449 : Guillaume VIII du Pont
- 1449-1466 : Marquet des Rices
- 1466-1487 : Gaucher de Forcalquier
- 1487-1499 : Honoré I de Braschi de Saint-Estève
- 1499-1519 : François II de Rivière
- 1519-1557 : Jean-Baptiste I Juvénal des Ursins
- 1557-1561 : Jacques Juvénal des Ursins
- 1561-1593 : Jean V Clausse de Mouchy
- 1593-1594 : cardinal Nicolas II de Pellevé
- 1596-1599 : Jean VI de Goyon de Matignon
- 1599-1628 : Léonard de Moulong
- 1628-1650 : Honoré II de Chieusse
- 1650-1684 : Jean VII de Grasse de Cabris
- 1684-1697 : Jean-Baptiste II de Castellane-Adhémar de Monteil de Grignan
- 1698-1713 : Louis II Balthasar Phélypeaux d’Herbault
- 1713-1757 : Georges-Louis Phélypeaux d'Herbault
- 1757-1771 : Antoine II Joseph d’Amat de Volx
- 1771-1787 : Agésilas-Gaston de Grossoles de Flamarens
- 1787-1791 : François III du Mouchet de Villedieu

Source : Gallia Christiana

### Le site, ses atouts, ses contraintes

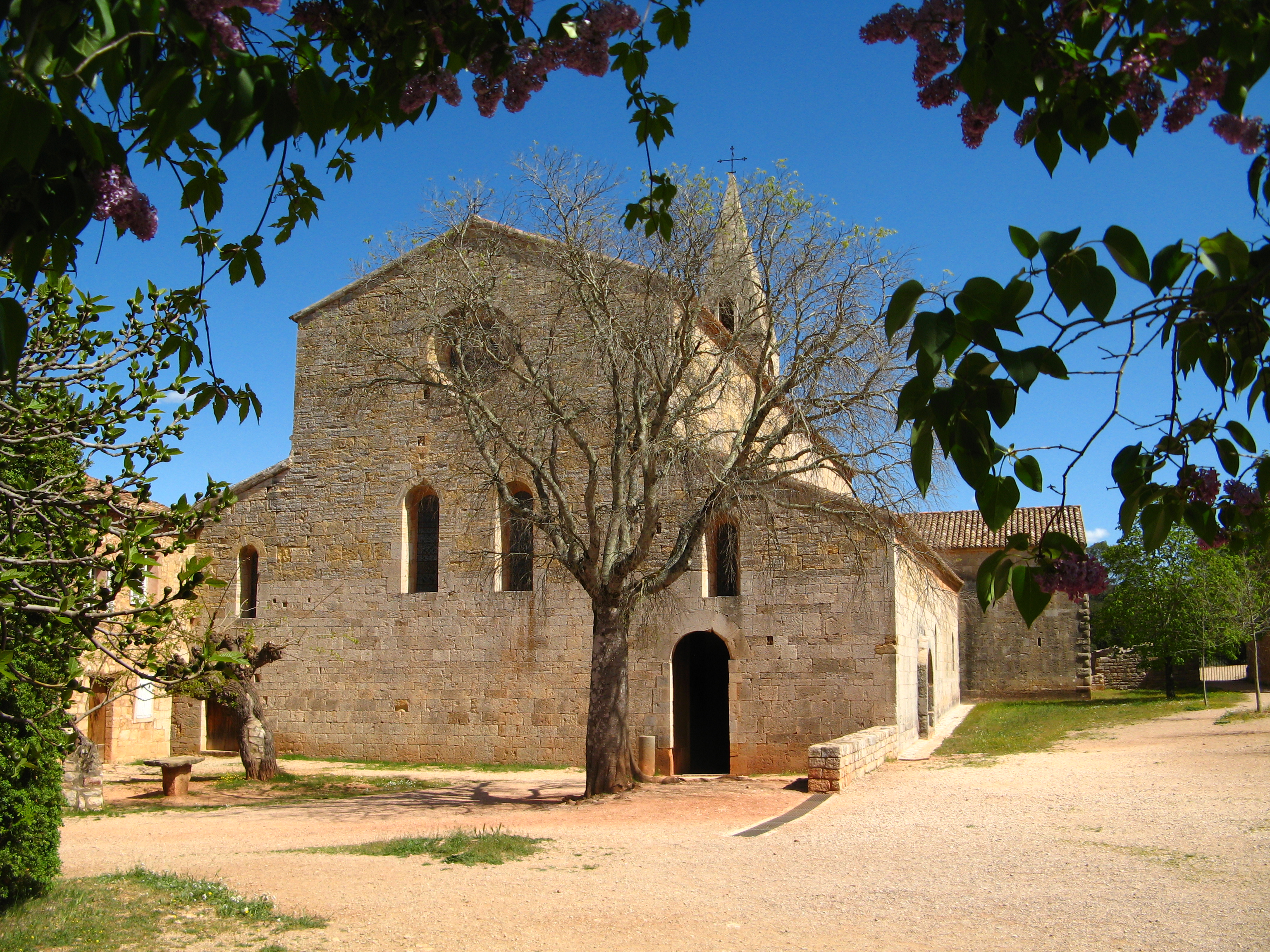
L'église abbatiale.

Sur le lieu même d’implantation de l’abbaye, les moines trouvèrent tout ce dont ils avaient besoin pour assurer leur subsistance : un couvert forestier généreux, de nombreuses sources d’eau et une roche abondante.
Le premier bâtiment à être construit au Thoronet a été le cellier ainsi qu’un bâtiment près de la porterie, qui n’existe plus dans son état originel et qui servait sûrement d’hostellerie. Ces choix de constructions sont tout à fait traditionnels pour une abbaye cistercienne et répondent aux préceptes de la règle de saint Benoît.
Puis arrive la construction du bâtiment le plus important de la vie du moine, l’abbatiale. Celle du Thoronet est parfaitement orientée à l’est, mais ne forme pas un angle droit avec le cellier, expliquant peut-être la forme trapézoïdale du cloître construit par la suite, qui suit la disposition des bâtiments.

#### La question de l'eau
L’eau dans chacune des abbayes cisterciennes est un élément indispensable de la vie quotidienne. Elle sert à la fois pour le travail manuel et/ou l’alimentation des machines[Lesquelles ?], mais aussi à la cuisine et lors de cérémonies religieuses comme le mandatum qui se déroulait une fois par semaine. Pour toutes ces tâches, une importante quantité d’eau, potable ou non, était nécessaire. L’abbaye n’en manquait pas et l’aridité actuelle du vallon n’est pas significative de la situation à l’époque, bien que l’on sache que le débit d’eau n’était pas suffisant pour l’alimentation en eau d’un moulin, d’où son absence au Thoronet.
L’aridité actuelle des lieux résulte de l’extraction, après la Seconde Guerre mondiale, de la bauxite, ce qui provoqua la disparition des ruisseaux et l’assèchement du sous-sol. Cela eut également pour effet de provoquer des glissements de terrain qui ont emporté avec eux la partie nord de l’aile des moines ainsi que le réfectoire et ont dérivé le cours de la Tombarèu. Les ruisseaux de la Tombarèu et de la Darboussière délimitaient à l’origine l’emplacement du site. Les extrémités nord de l’aile des convers et de celle des moines enjambaient la Tombarèu, permettant un système d’évacuation naturelle des latrines.
L’alimentation en eau pour les besoins alimentaires, sanitaires et liturgiques se faisait par la source située au sud-ouest de l’enclos. Un débit constant du liquide arrivait jusqu’au monastère par un réseau de canalisations fait d’une maçonnerie de moellons soigneusement appareillés. Sa redistribution se faisait en différents lieux, dont certains restent hypothétiques. C’est le cas par exemple des cuisines dont on ignore s’il y eut effectivement un débit constant d'eau potable. Toutefois, il est certain que l’alimentation arrivait au moins jusqu’au lavabo du cloître avant la déviation de son cours au XXe siècle.

#### Conséquences des glissements de terrain

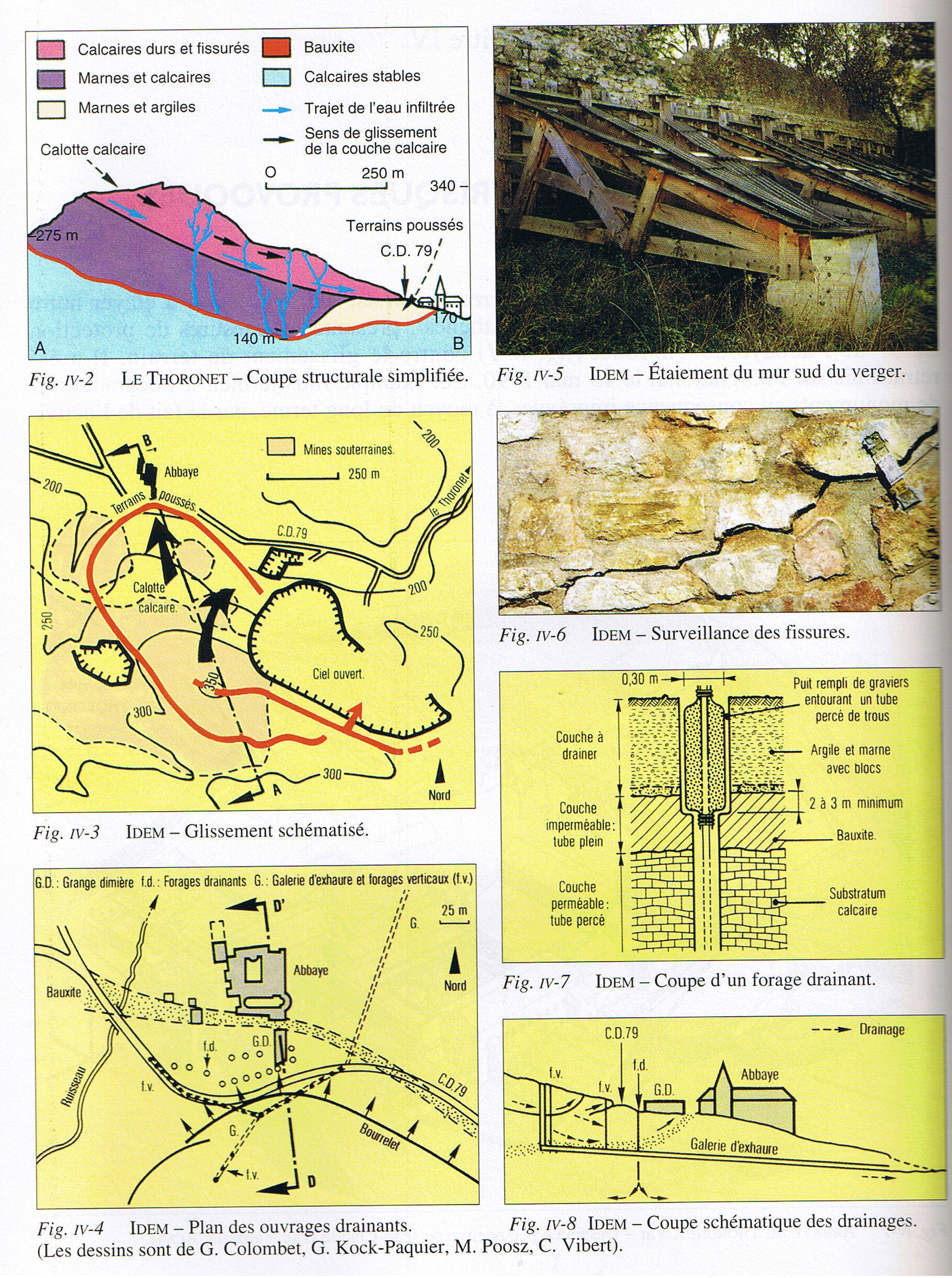
Le glissement de terrain et les solutions techniques.

En 1906, les intempéries et les brèches ouvertes dans les murs ont provoqué l’effondrement de la voûte du dortoir des moines. Jules Formigé, architecte en chef des monuments historiques, a alors fait murer les trouées pratiquées anciennement dans le mur oriental du cloître puis, après avoir remonté la voûte, a installé des tirants métalliques. Pourtant, en 1919, la poussée des voûtes a provoqué la rupture de trois tirants… Les derniers travaux ont été rendus nécessaires non seulement en raison des désordres dus à un glissement de terrain, mais également du fait des problèmes constatés dans les maçonneries : le diagnostic avait montré que le mortier de blocage était décomposé dans le mur de l’aile des moines de l’abbaye.
Le glissement de terrain qui a affecté cette abbaye du XIIe siècle (fig. IV-2, 3) située sur la commune du Thoronet (Var), a été occasionné par une exploitation de bauxite à ciel ouvert et souterraine, l’extraction souterraine concernant 80 % de la surface du gisement,. La morphologie et le contexte hydrologique de la colline s’en sont trouvés modifiés et les poches d’eau résiduelles de l’ancienne mine ont accentué ce phénomène, ainsi que les effondrements des galeries provoqués après exploitation.
Malgré l’arrêt de l’activité de la mine à ciel ouvert, une masse énorme de la colline (fig. IV-2), qui se manifestait par une faille qui avançait de 0,85 mètre par an, s’est mise en mouvement à huit cents mètres environ du monument. À une centaine de mètres de l’abbaye un autre mouvement, plus lent, a eu des effets alarmants sur les maçonneries (fig. IV-5, 6), nécessitant notamment l’étaiement de la grange dîmière et du mur sud du verger. Une galerie en forme de fer à cheval (fig. IV-8), de 520 mètres de long et de 8 m2 de section, a été créée pour collecter des drains verticaux (fig. IV-4, 7). Elle a permis d’évacuer les eaux vers le vallon du Tombereau en aval de l’abbaye. Le but du drainage était de consolider les terrains proches de l’abbaye pour enrayer le glissement en augmentant le coefficient de frottement des terrains.
Entre 1985 et 1990, des travaux considérables ont été réalisés : la réfection de la couverture a permis d’une part d’alléger les voûtes (en substituant au remblai lié au mortier une forme légère et étanche en béton de chaux), le renforcement des reins de voûtes par des injections de coulis de liant dans les maçonneries, et enfin la reprise des fondations. Des travaux ont lieu régulièrement en fonction des urgences (la grange dimière est encore sous étais...) et une surveillance continuelle du niveau de l'eau est fort heureusement assurée pour prévenir de nouveaux risques de glissements de terrain.
Le film Pierres en sursis, qui présente les mesures de protection de l’abbaye du Thoronet contre le glissement de terrain, illustre bien les dégradations que l’activité de l’homme, aux conséquences imprévues à moyen ou long terme, génère sur les monuments.

### La construction: les «pierres sauvages»
Les « pierres sauvages » font référence au roman de Fernand Pouillon, où il restitue le journal apocryphe du maître d’œuvre de l’abbaye du Thoronet : 
« La plupart des pierres seront traitées rudement, grossièrement : nous gagnerons ainsi du temps. Le soleil accrochera les facettes, les éclats, et fera précieuse la matière scintillante. »
En vertu des principes de simplicité et d’autonomie, la carrière était autant que possible à l’intérieur de la clôture. Ici, elle est ouverte au chevet de l’église. L’abbé général de Cîteaux a donné la directive d’aller vite dans la construction pour ne pas indisposer davantage le comte de Provence, déçu par les tergiversations des moines. L’abbaye occupe un fond de vallée relativement plat. Les carrières furent ouvertes le plus près possible de l’abside. Il a fallu 30 à 40 000 m3 de pierres. Elle est construite sur un affleurement rocheux et on peut voir dans le cloître ou dans la salle du chapitre la pierre brute entre ou sous les pierres appareillées du mur. On a en cela une illustration manifeste du Prologue de la règle de saint Benoît : « Celui qui écoute mes paroles que voici et les met en pratique, je le comparerai à l’homme qui a bâti sa maison sur le rocher… » On peut également citer saint Bernard : « Quels avantages ne se trouvent dans la pierre ? C’est sur la pierre que je suis élevé, dans la pierre que je suis en sûreté et dans la pierre que je demeure ferme… » Ce dernier affirme, comme saint Jérôme, que la pierre est le Christ et que les moines vivent dans les trous de la pierre comme dans les plaies du Christ.
C’est le même matériau qui est utilisé dans toute l’abbaye, ce qui contribue à l’unifier. C’est une pierre calcaire assez dure et cassante, aux reflets gris et ocre, difficile à travailler. Le résultat prouve à quel point une contrainte peut être transformée en force. Tandis qu’elle permet les meilleurs effets de son (par les creux, les facettes, les vacuoles, dispersés dans sa masse) et de lumière, la pierre crée un lien entre l’édifice et son site. Les jeux subtils de découpe et de superpositions créent des volumes intéressants sans faire pour autant de concession théologique à l’esprit cistercien.
Les pierres sont appareillées en grand ou moyen appareil par assises de hauteurs variables. Les moines se sont livrés à un jeu de patience subtil : il fallait classer les blocs d’une même assise ayant une hauteur similaire. On les laissait parfois en bossage, le parement saillant demeurant brut. Ces types d’appareils sont dans la tradition de l’opus quadratum romain et gallo-romain.
Les pierres étaient retouchées au moment de la pose pour que le joint soit le plus mince possible.
- Construction traditionnelle : les pierres reposent sur un lit de mortier épais qui permet de lier le blocage interne et le parement, au détriment de l’esthétique.
- Ici, le rétrécissement des joints pose le problème de la dissociation du blocage interne et du parement du mur.
- Les moines résolurent ce problème en taillant les pierres en biseau, obtenant en surface un joint mince et en profondeur une épaisseur permettant de lier fortement les pierres du parement et le blocage interne du mur.

La dureté et la compacité de la pierre contrastent avec la finesse de la taille. L’aspect lisse et poli de la pierre est parfois frappant, surtout au niveau du chevet. La valorisation du sanctuaire se fait par la qualité de la mise en œuvre des matériaux. On assiste à la rencontre entre la rudesse et le raffinement. Rien ne vient perturber l’impression d’égalité des surfaces ni la pureté des lignes. La suppression de toute distraction visuelle superflue est parfaitement illustrée.

## L’église abbatiale
L’église abbatiale est le bâtiment le plus grand de l'ensemble architectural.

### L’extérieur
L’orientation de la rivière a déterminé l’emplacement du cloître par rapport à l’église, le point essentiel étant la déclivité du terrain.
L’église est située sur le point le plus haut du site, au sud. Ses dimensions sont humbles, comparées à celles de Clairvaux ou de Cîteaux (près de 100 mètres de long) : environ 40 mètres de longueur sur 20 de largeur. Le transept est saillant ; ses bras sont moins élevés que ceux de la nef. Le plan en croix latine est clairement visible de l’extérieur car l’abbatiale est faite de volumes géométriques imposants, agencés dans un esprit de géométrisme absolu. Nulle saillie ne vient perturber les surfaces planes ; les baies sont, quant à elles, discrètes. Le clocher avec sa flèche contrebalance ce jeu d’horizontales et l’hémicycle de l’abside adoucit le jeu des parallélépipèdes.

Diverses vues extérieures de l'abbaye du Thoronet
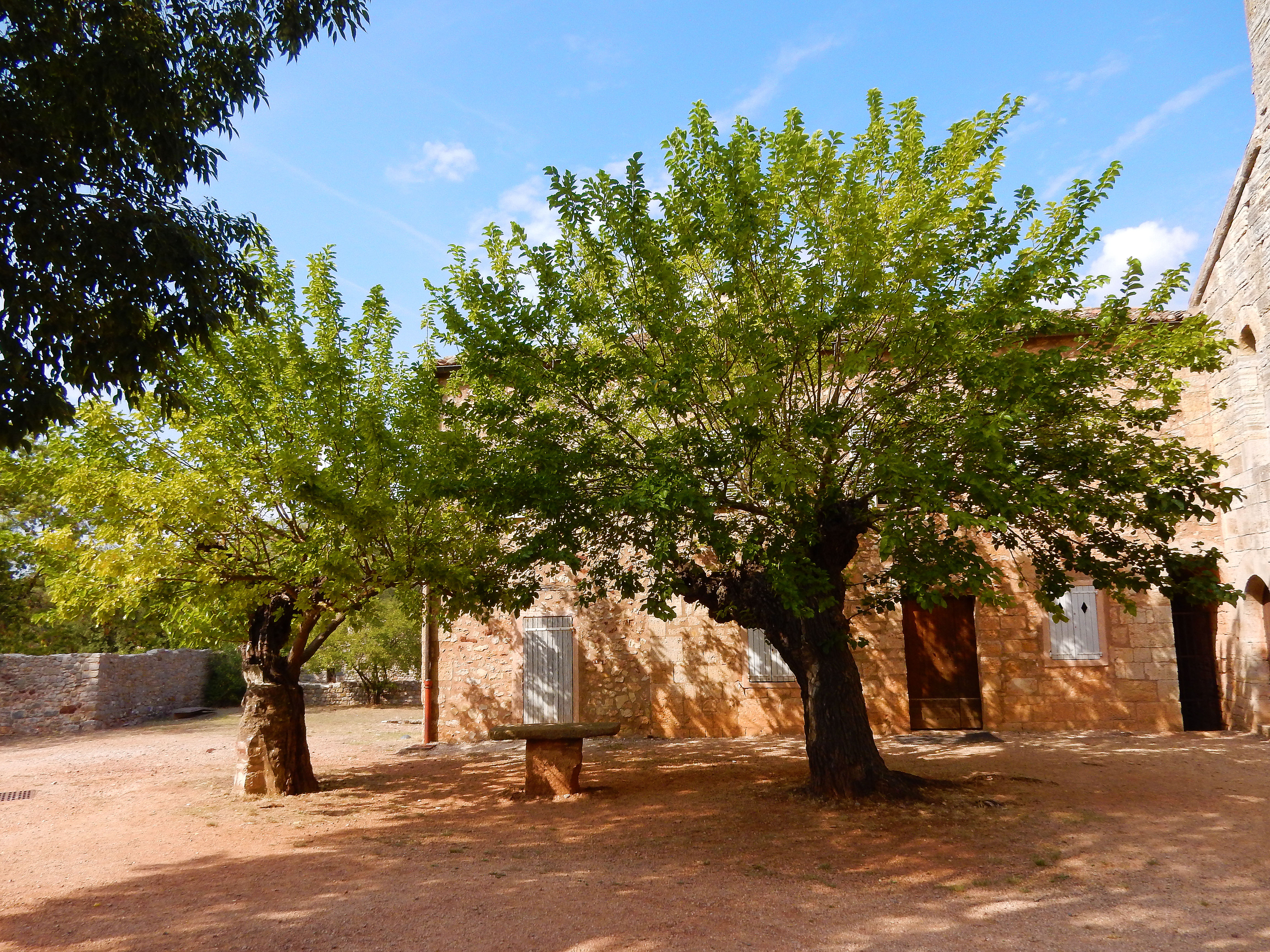
Cour et arbres de l'abbaye.
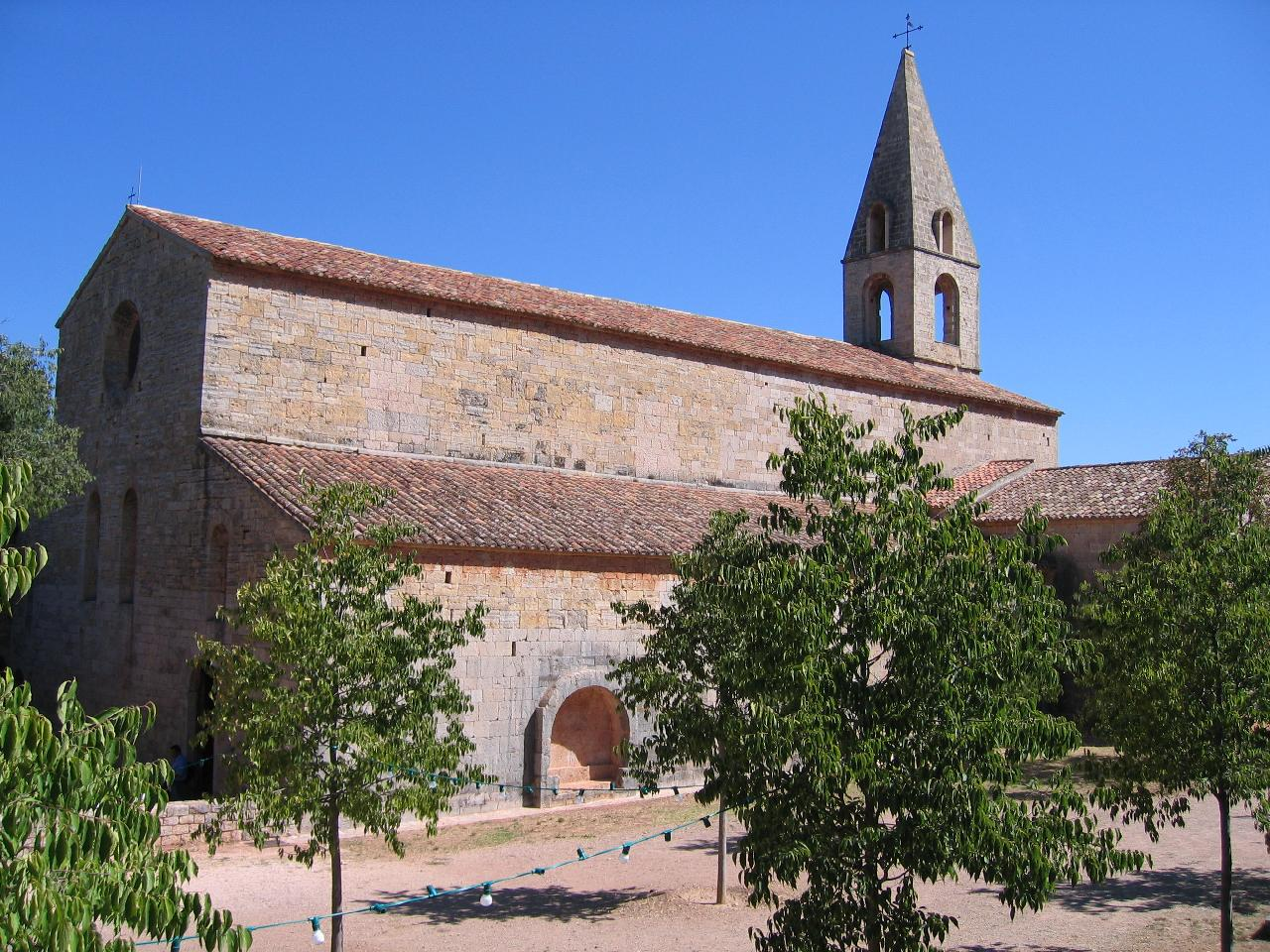
Vue de l'abbatiale.
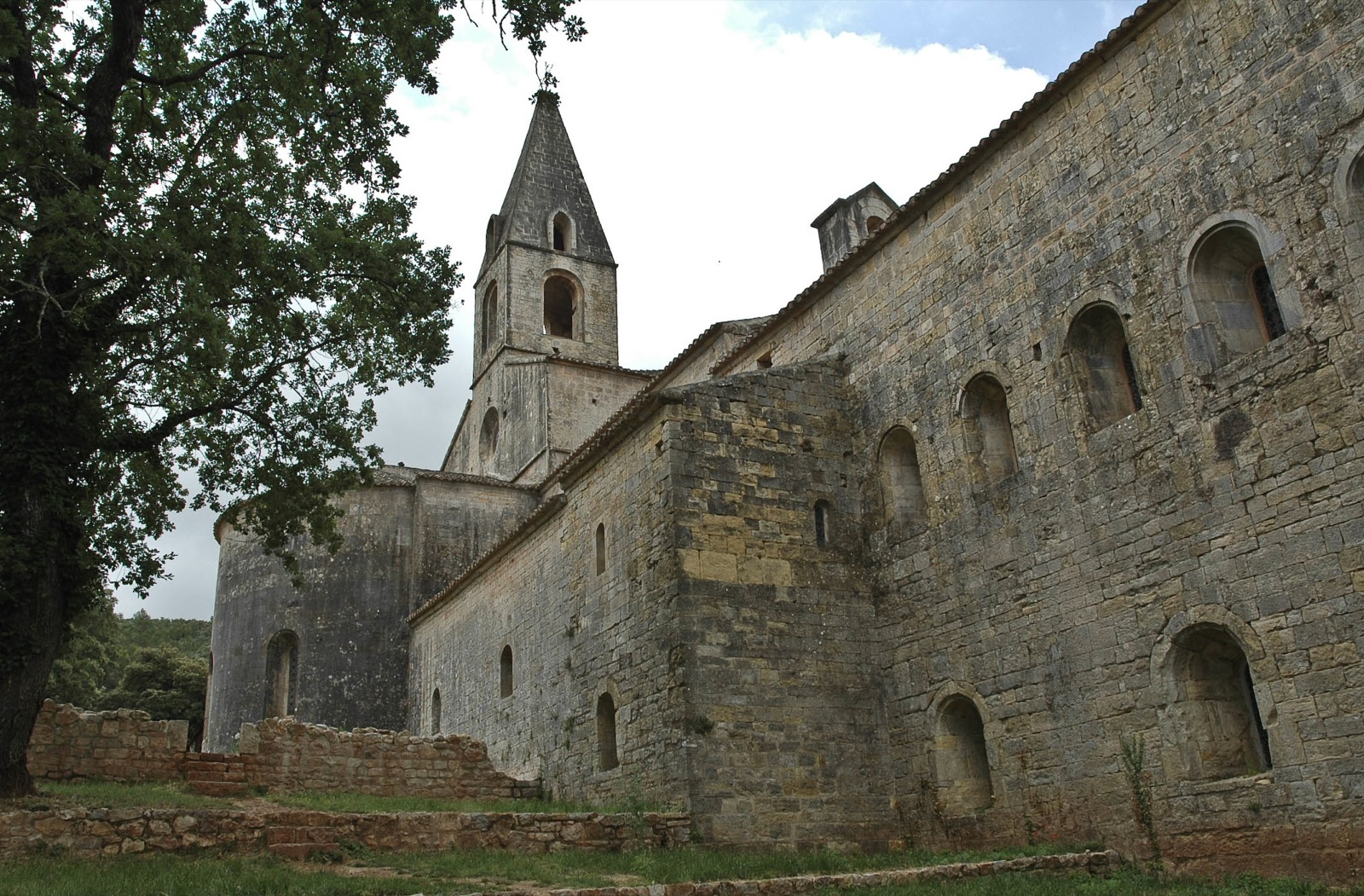
Vue de l'abbatiale depuis le nord.
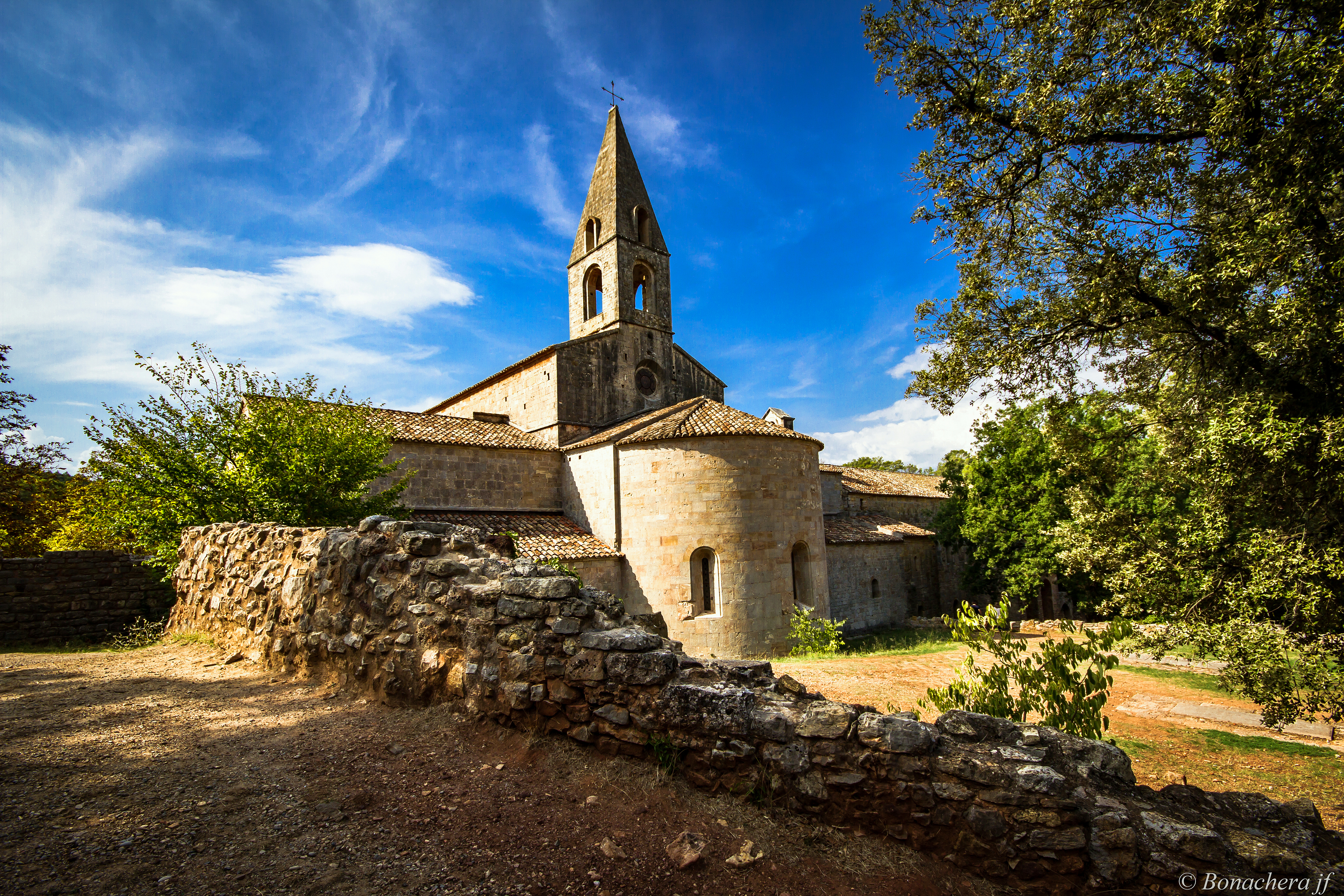
Le clocher, l'abside et le cimetière.

#### La façade occidentale
La façade occidentale est sobre et fonctionnelle. L’harmonie de ses proportions est saisissante. Les pierres sont dressées avec soin, les assises inégales sont pratiquement parallèles. Le soin apporté à la construction est aussi visible dans le fait qu’il n’y a pas de joints verticaux dans le prolongement l’un de l’autre des assises contiguës.
On a, comme à Mazan, l’abbaye mère, deux fenêtres et un oculus. Toujours comme à Mazan, il n’y a pas de portail monumental, juste deux portes, simplement couvertes d’un arc en plein cintre. Celle du nord était réservée aux frères convers. Celle du sud était la porte des Morts.

#### Le clocher
Le clocher primitif date de 1160-1180. La flèche de pierre culmine à plus de 30 mètres. La seule instruction architecturale formelle que l’on connaisse concerne les clochers. Le chapitre général de 1157 énonce qu'« on ne fera pas de tours de pierre pour les cloches ». Un siècle plus tard, en 1257, le chapitre ajoute : « …ni des clochers de bois d’une altitude immodérée, qui déshonorent la simplicité de l’Ordre ». En 1274, il les toléra, modestes, et de pierre quand la violence des vents les rendait nécessaires, comme en Provence.
Lorsque la communauté des Petites Sœurs moniales de Béthléem et de l'Assomption de la Vierge, qui avait fait revivre l’abbaye à partir de février 1978, émit le souhait de faire installer des cloches, un examen du clocher révéla certains désordres : tassement au-dessus de la baie de la façade ouest, fissurations, gonflement de l'ensemble et désorganisation de la corniche. En dehors des injections, réalisées parallèlement pour endiguer le glissement de terrain, les travaux de restauration, commencés en 1986, comprenaient la restauration intérieure et extérieure des enduits à la chaux grasse, l'établissement d'un chaînage en béton armé, la réfection de l'extrados de la voûte, la reconstitution des reins de voûte et la mise en place d'une nouvelle chape en mortier de chaux en toiture, avec système d'écoulement des eaux. Les quatre lucarnes de la flèche, bouchées par J. Formigé en 1933, ont pu ainsi été rouvertes, ce qui a permis de mieux répartir les contraintes sur les angles.

#### Les fenêtres
Elles sont rares et étroites, percées dans des murs de 1,60 à 1,80 mètre d’épaisseur. Pourtant, pendant la période 1160-1180, les chœurs des églises cisterciennes s’ouvrent à la lumière, sur le modèle de celui de Clairvaux. Mais il faut tenir compte des différences de climat et de luminosité. Les fenêtres sont au nombre de quatorze, étroites, fermées par des vitraux en grisaille.

### Le cimetière
Les moines défunts étaient sortis par la « porte des morts » après la messe pour être portés au cimetière derrière le chevet, où ils étaient enterrés en pleine terre. Le long du mur sud, on peut observer un dépositoire, qui recevait les corps avant leur inhumation.
Si les moines étaient effectivement enterrés dans ce cimetière, on note que certains donateurs ont demandé à y être également inhumés. La charte signée à la Commanderie du Ruou, en mars 1202 en témoigne.

« Moi, Blacas, seigneur d'Aups, pour le salut et le remède de mon âme, je donne à Dieu tout puissant, à Sainte Marie et à la maison du Temple mon corps et mon âme, sous cette condition que, s'il me vient la volonté de quitter le siècle, je ne devrais prendre l'habit d'autre religion que celle des frères du Temple; mais mon corps sera enterré au cimetière du Thoronet et la maison du Temple aura mon cheval et mes armes, tant de fer que de bois… »

### L’intérieur

Plan de l'abbaye du Thoronet
1- Église abbatiale, 2- Enfeu, 3- Sacristie, 4- Armarium, 5- Salle capitulaire, 6- Passage, 7- Escalier du dortoir, 8- Cloître, 9- Lavabo, 10- Cellier, 11- Courette, 12- Bâtiment des convers.

L’abbatiale est constituée d’une nef à quatre travées dont trois s’ouvrent sur les bas-côtés par des grandes arcades. La dernière travée est flanquée des bras du transept dont chacun s’ouvre sur deux chapelles absidiales. À l’extrémité est, se situe le chœur liturgique de l’église composé d’une abside semi-circulaire voûtée en cul-de-four. Les absidioles formant les chapelles du transept s’alignent avec l’abside du sanctuaire principal, comme c’est le cas dans les églises de Cîteaux et Clairvaux, inscrivant ainsi le plan de l’abbatiale du Thoronet dans la continuité des abbayes fondatrices et non dans celle d’églises aux formules plus complexes et plus novatrices et qui étaient en vogue à cette époque.
La nef de cette église est couverte d’une voûte en berceau brisé, marquée par un simple joint d’assise horizontal en quart de rond, ponctuée à chaque travée d’un arc doubleau. La retombée des arcs se fait sur des demi-colonnes engagées reposant elles-mêmes sur des culots. Outre un aspect technique (le positionnement des stalles contre le mur), la base des demi-colonnes engagées marque la hauteur des chapelles du transept, donnant ainsi une unité à l’ensemble de l’édifice.
L’idée d’unité est également transmise par la lumière qui se diffuse à flots par les verrières translucides et dont la voûte romane en berceau est le véhicule parfait pour sa diffusion à travers la nef.
« La lumière et l’ombre sont les haut-parleurs de cette architecture de vérité. »
Cette citation de Le Corbusier à propos du Thoronet prend toute son ampleur dans la nef de cette église puisque la lumière apporte des changements de coloration à la surface de la pierre, rendant plus visible la profondeur des embrasures et avec elles, le passage du temps, qui dans ce monde clos, prend une signification riche de sens.
Pour sa part, le chevet de l’abbatiale est exempt de tout décor, correspondant bien à l’idéal de simplicité prôné par saint Bernard, mais le raffinement de sa réalisation ainsi que sa forme en cul-de-four, parfaitement arrondie, semble s’écarter de l’idéal cistercien. Cependant, cette forme porte une fonction symbolique forte, puisque le cercle se rapproche de la perfection du divin, au contraire du carré, rattaché au monde séculier. L’abside est le lieu le plus sacré de l’abbaye, l’emplacement de la consécration, donc il peut se parer de la forme la plus représentative de la divinité, que l’on retrouve également dans les chapelles du transept qui sont d’autres lieux de culte.
Par sa simplicité, toute la structure de cette abbatiale est une mise en scène parfaite des idéaux cisterciens, mais elle est également un parcours conduisant le regard de façon puissante vers l’autel principal (qui est celui d’origine), ainsi que vers la petite fenêtre en plein cintre en surplomb de l’autel, qui est parfaitement orientée à l’est, direction de laquelle le Christ reviendrait à la fin des Temps.

#### La sacristie
Le sacristain avait son logement au-dessus d’un massif de 2 mètres de hauteur, sur trois de large et quatre de long, appuyé contre le mur du transept. Ce logement contenait la salle du Trésor, dont il avait la charge. Il accédait à son logement par un escalier et manœuvrait à matines la cloche du dortoir. En accédant au toit, il observait les étoiles, comme Grégoire de Tours, pour déterminer l’heure exacte de l’office selon la saison.
La sacristie est une petite pièce basse voûtée en plein cintre avec un seul doubleau, dont la nervure repose sur deux culots. Elle est éclairée par une seule fenêtre à l’est dont la base se trouve à l’extérieur presque au niveau du sol. Le sol de la sacristie est en effet à peu près un mètre en dessous du niveau du sol de l’église, à laquelle elle accède par un escalier et une porte percée dans le mur du transept Nord.

#### La salle capitulaire

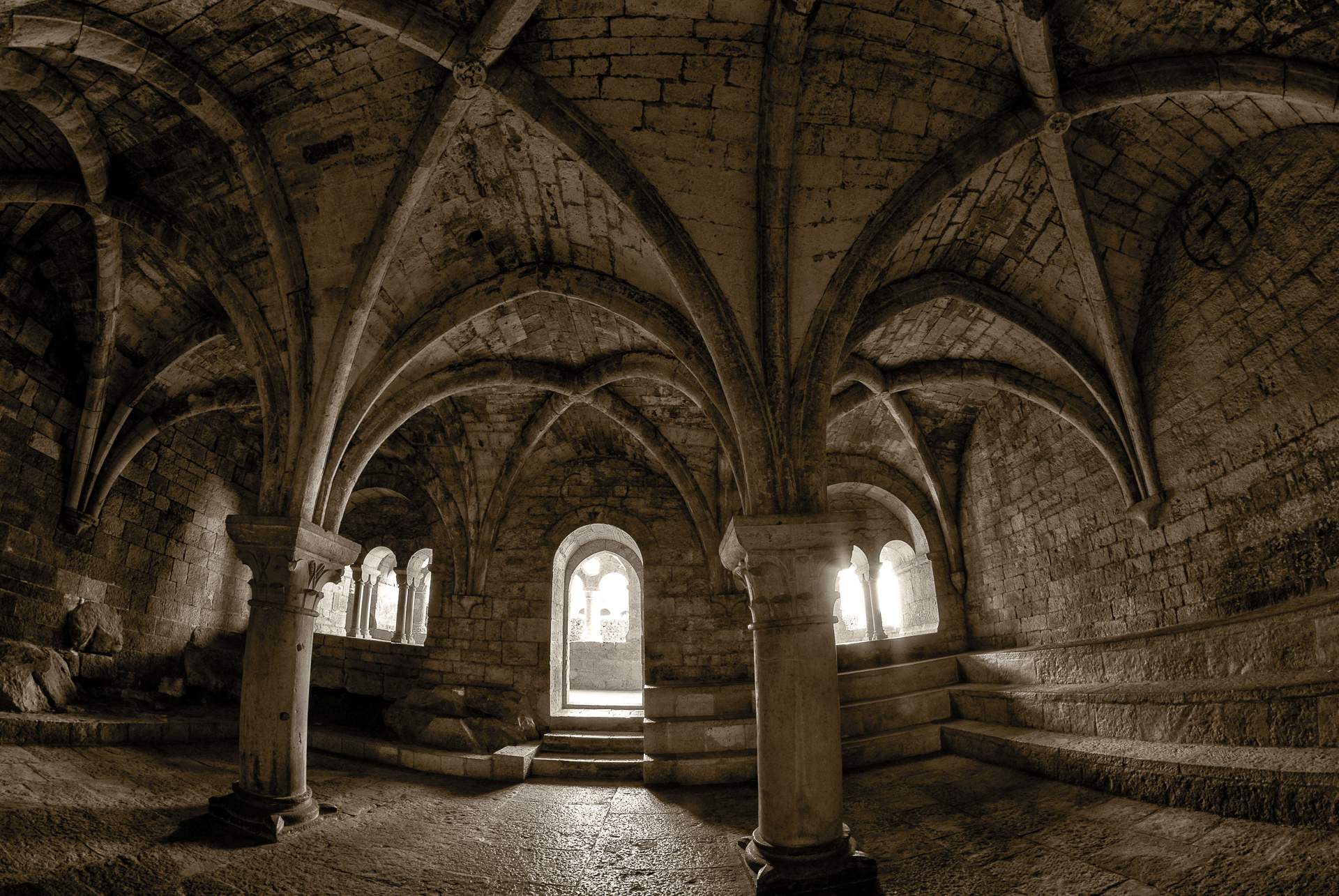
Salle capitulaire, donnant sur la galerie Est du cloître.

Elle date de 1170 pour les murs et les colonnes, de 1200-1240 pour les voûtes d’ogives. L’importance du lieu est reflétée par la qualité de son architecture et de son décor. Elle est voûtée par six croisées d’ogives retombant sur deux colonnes dans l’axe central de la salle. Le procédé utilisé est celui – typiquement cistercien – de l’ogive se terminant dans le mur en fuseau, fréquent dans les abbayes méridionales et espagnoles. Le profil « en amande » de la voûte la rend encore plus légère et raffinée.
Dans tous les monastères de l’Ordre, la salle capitulaire devait avoir au moins trois fenêtres à l’est et trois baies à l’ouest, sur le cloître, l’une servant d’accès, ce qui est bien respecté au Thoronet. Le pupitre du lecteur était au milieu, entre les deux colonnes. Des bancs de bois étaient aménagés sur et entre les affleurements du rocher. L’abbé était assis à l’Est, face à l’entrée.
La seule sculpture de règle était la simple croix du chapiteau de la colonne sud, devant laquelle les moines s’inclinaient brièvement. Les pommes de pin entrecroisées, dont le grain est serré dans l’austérité de la Règle, sont les symboles de la recherche de la sagesse. Selon l’abbé cistercien Gilbert de Hoiland, la multiplicité et l’humilité des grains cachés, les monades, les moines, sont contenues dans l’unité maternelle du fruit / du monastère. Fruit dur comme la Règle, qui ne s’ouvre qu’à la chaleur du soleil de vérité, et alors les graines / les moines, emportés par le vent, vont essaimer ailleurs filles et petites-filles. Ces pommes de pin ne sont pleinement illuminées qu’au couchant, alors que le soleil n’atteint la croix qu’à l’aurore. La main tenant une crosse du chapiteau nord est le symbole de l’autorité de l’abbé. Il fut souvent enterré dans cette salle, afin que mort, sa mémoire ajoute à l’autorité de l’abbé vivant.

#### Les bâtiments des convers

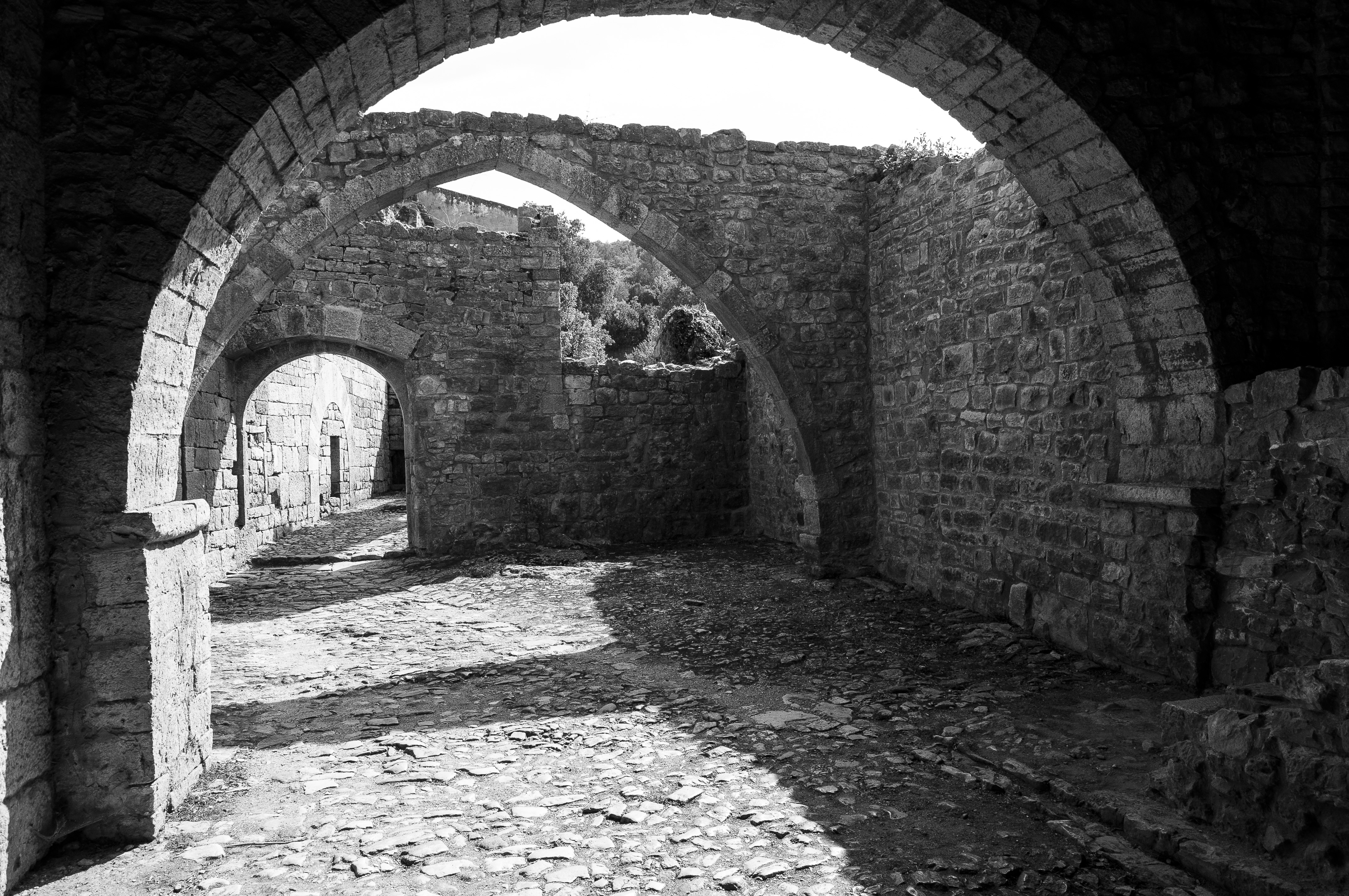
Ruines du bâtiment des convers (arcades).

Ceux-ci datent du XIIIe siècle. Cette date pour la construction de bâtiments réservés aux convers est étonnante dans le contexte cistercien. À cette époque, la chute des dons en terre, en argent et en homme est patente. De plus, le paysan, mieux nourri et moins pauvre peut espérer vivre en dehors de la protection de l’abbaye. Face à cette construction tardive, on peut se demander si la Provence est en décalage par rapport à cette désaffection.
Une autre théorie voudrait que la construction de cette aile ait été rendue nécessaire par la transformation de l’ancienne aile des convers en cellier. Donc celle-ci entrerait dans la continuité d’un programme architectural.
Il est également remarquable que la construction du bâtiment des convers soit de la même qualité que celui des moines. Celui-ci est construit sur deux niveaux comprenant en bas un réfectoire voûté d’ogives et en haut un dortoir éclairé par de nombreuses baies. Il mesure actuellement 36 mètres de long et enjambe le Tombarèu dans sa partie nord. Dans ce puissant contrefort étaient placées les latrines à deux niveaux.
Pour rattraper la forte déclivité du terrain, on édifie une pièce au rez-de-chaussée qui a peut-être servi de remise. Cette pièce sert actuellement d’oratoire.

#### Le cellier et les granges
Le cellier se présente actuellement sous la forme d’une longue pièce rectangulaire accolée à la galerie ouest du cloître, ce qui est une disposition habituelle. La forme du bâtiment n’est plus d’origine car celui-ci a connu de nombreux remaniements architecturaux. Une étude archéologique permettrait de déterminer les différentes périodes de transformations. Au XVIe siècle le cellier est transformé en cave à vin. Il reste actuellement des pressoirs, souvenir de cette époque.
Au sein même de l’enclos monastique, on trouve deux lieux probables de stockage. Le premier se situe près de la porte dite de Lorgues. Le second est au nord-ouest de l’enclos et est nommé aujourd’hui hôtellerie peut-être à tort, puisque sa facture se rapproche bien plus de celle d’une grange que de celle d’un lieu d’accueil. Les fouilles menées dans les années 1960 par Michel Fixot ont contribué à une meilleure connaissance de ce qu'était la porterie médiévale et sans doute l'hôtellerie.

#### Le lavabo et le réfectoire

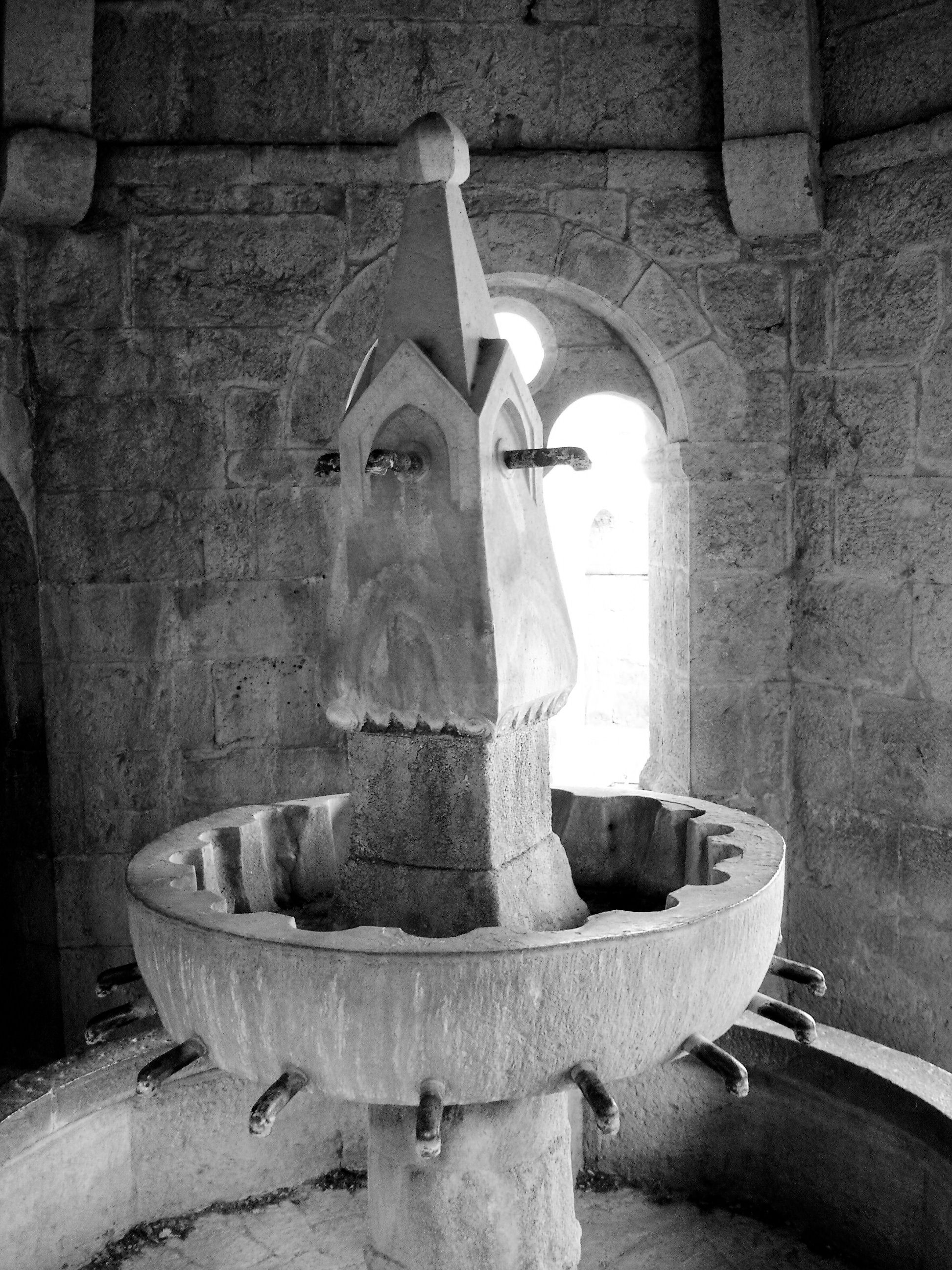
Le lavatorium.

Le lavabo est considéré comme l’un des plus purs exemples de lavabo cistercien. On peut en observer un comparable par exemple à Poblet, en Catalogne. Il fait saillie sur le préau du cloître avec lequel il communique. La disposition hexagonale du pavillon avait une signification symbolique en rapport avec la tradition gallo-romaine de construire ainsi le baptistère, peut-être en mémoire des six jarres d’eau transformées en vin à Cana. Le toit est une coupole de pierre à cinq pans, soutenue par six ogives.
Les moines entraient par groupes par une porte et ressortaient par l’autre. Seize robinets sont branchés à la vasque supérieure de 1,35 mètre de diamètre, reconstituée par François Roustan et Jules Formigé après 1900. Seule la vasque inférieure est authentique. À la fin du XIXe siècle, l’architecte Henri Révoil, chargé de la restauration du lavabo, a découvert des éléments de canalisation. On sait que la technique employée à Silvacane (éléments de conduite d’eau creusés dans des blocs de calcaire, longs d’environ 90 centimètres et pouvant s’emboîter les uns dans les autres) nécessitait une taille que la qualité de la pierre du Thoronet ne permettait pas.
Du réfectoire, il ne reste que des ruines. Cela s’explique par le fait que la partie nord de l’abbaye est construite sur un sol plus argileux, moins stable. Comme à Fontfroide, Silvacane et Sénanque, il est parallèle à la galerie du cloître. Mais l’arrachement visible d’un mur témoigne qu’à l’origine il était certainement prévu qu’il soit perpendiculaire à la galerie nord. Cela aurait cependant été plus problématique en raison de la forte déclivité du terrain suivant l’axe nord-sud.
D’autres traces visibles restent assez énigmatiques : celles de trois portes en plein cintre percées dans le mur extérieur de la galerie nord du cloître, ce qui est une disposition inhabituelle…

#### La salle des moines
Celle-ci se trouve tout au nord de l’aile des moines. À la suite des glissements de terrain, très peu d’éléments en sont conservés. La restitution de cette salle peut se faire en comparaison des abbayes de Sénanque et de Silvacane qui sont elles-mêmes voûtées de croisées d’ogives et munies d’une cheminée. Les fonctions de cette salle sont multiples : coutures, artisanat, formation des novices… Mais au Thoronet, elle a aussi accueilli un scriptorium, puisqu’elle était la seule pièce chauffée de l’abbaye.

#### L’armarium
Il est grand (environ 3 mètres sur 3), puisqu’il occupe une pièce entière. Les livres devaient donc être nombreux. Il jouxte l’église à la hauteur de l’arcade est du cloître, à l’extrémité sud de la salle capitulaire. C’est une pièce voûtée, se distinguant par son entrée marquée par une fine colonnette soutenant un linteau monolithique en bâtière (c’est-à-dire ayant une forme triangulaire). L’armarium abritait les livres utilisés par les moines pour leur propre utilisation. Il semblerait qu’il contenait des livres de médecine, de géométrie, de musique, d’astrologie, et des classiques tels Aristote, Ovide, Horace ou Platon.

#### Le cloître

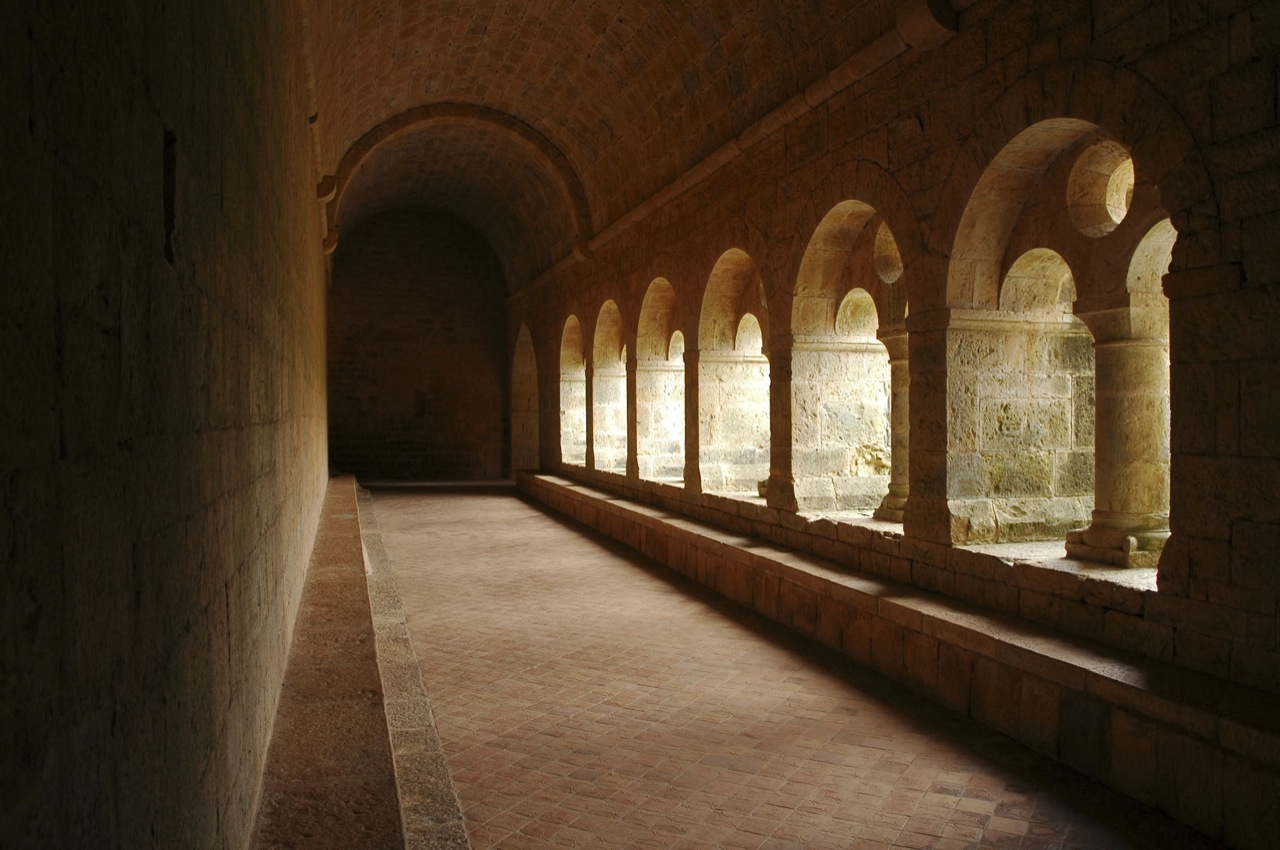
Le cloître.

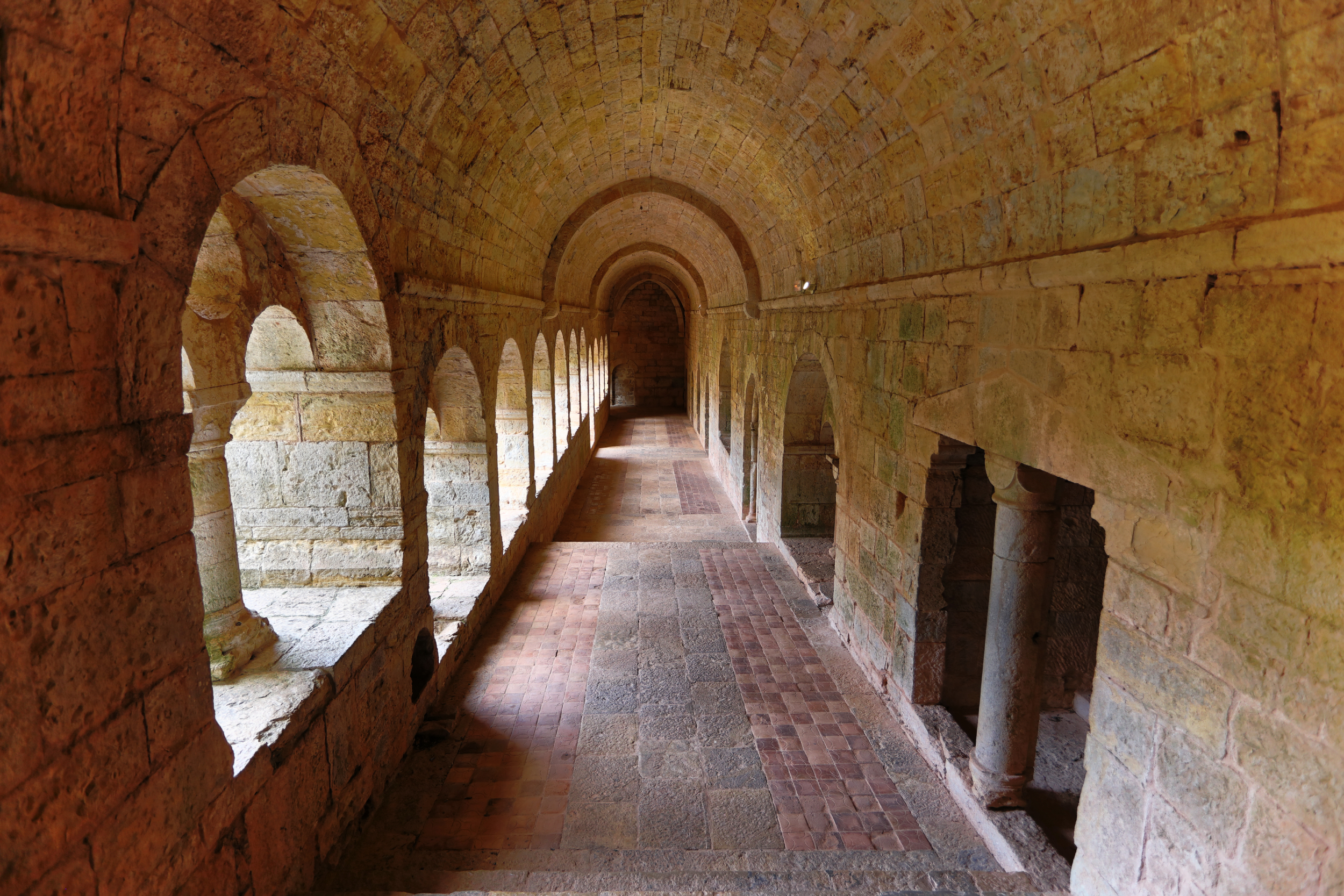
Le cloître.

Le cloître forme le centre du monastère. Il mesure en moyenne 30 mètres de côté, comme la plupart des cloîtres cisterciens. Il est en forme de trapèze allongé, suivant deux axes : celui du cellier (décalé de quelques degrés d’un axe nord-sud), et celui de l’abbatiale, parfaitement orientée. Malgré cela, le plan reste très unitaire. L’architecture est en osmose avec son environnement naturel. Les galeries sont construites dans et sur le rocher omniprésent qui jaillit spontanément par endroits. La galerie sud est plus courte que celle au nord, située plus bas, en raison de la dénivellation accusée du terrain vers le lit du torrent. Elle est rattrapée par sept marches dans la galerie du chapitre. Les degrés allaient toujours par nombre symbolique : sept, huit (chiffre de la Résurrection) ou douze (réalité du peuple de Dieu). Ils constituent des images lumineuses des degrés de l’humilité et de la sainteté dans l’obéissance à la Règle.
La construction commença en 1175, ce qui en fait un des plus anciens cloîtres cisterciens conservés. Elle a commencé par la galerie sud – la plus élevée –, couverte d’une voûte en berceau continu. Elle correspond à la galerie du collatio, reconnaissable par les bancs disposés sur les deux côtés. On y faisait aussi le mandatum. La galerie est, celle du chapitre, aurait suivi, sa voûte en berceau légèrement brisé témoignant de cette postériorité. La simplicité et la force de la voûte de cette galerie avaient impressionné Viollet-le-Duc en 1860 par « son absence complète de moulures, de profils, seulement quelques bandeaux indispensables, taillés en biseau, pour garantir les parements extérieurs et pour recevoir les cintres ayant servi à bander les arcs. » Enfin, la construction s’est poursuivie par les galeries nord – du réfectoire – et ouest, couvertes de berceaux plus franchement brisés.

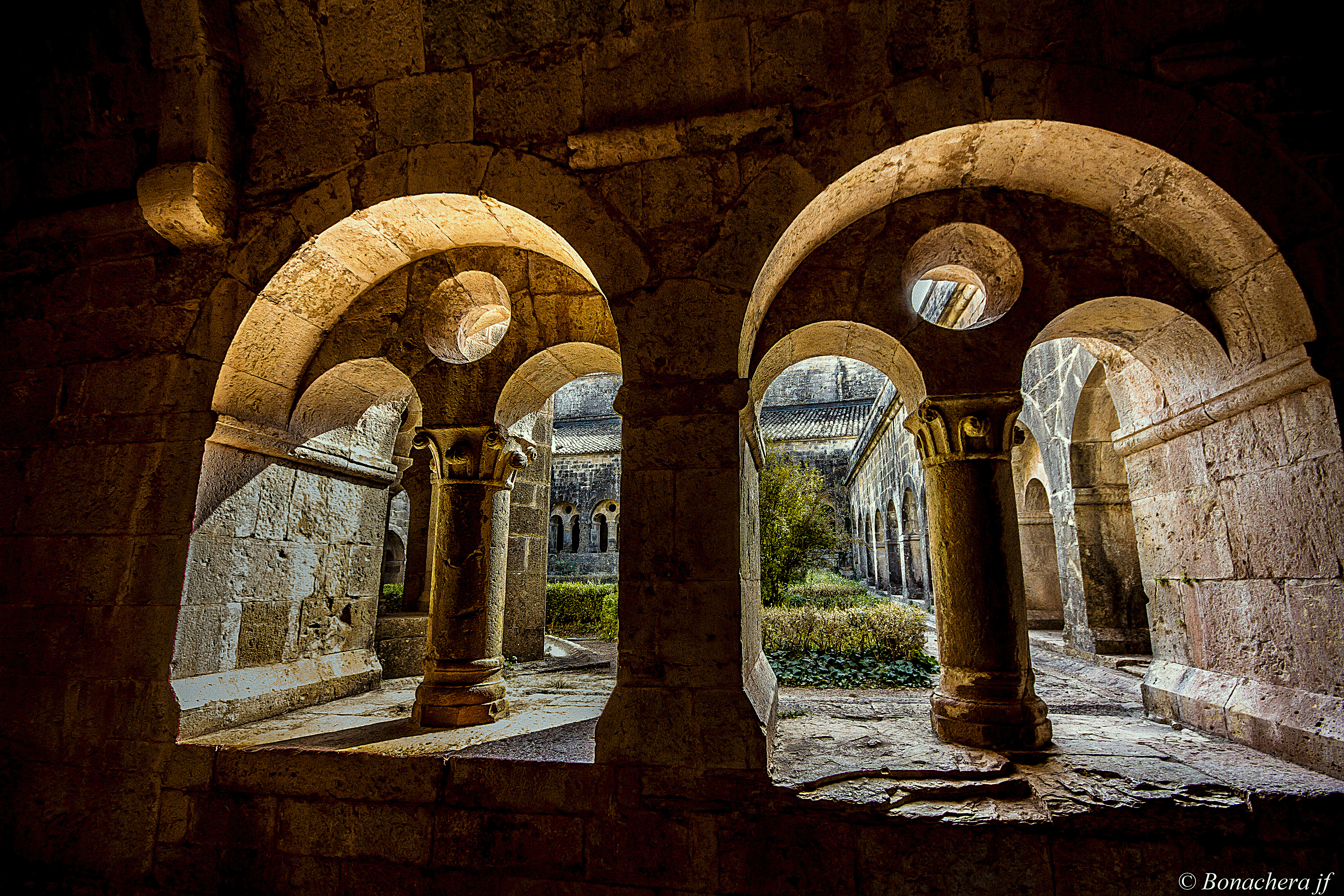
Le cloître à travers les arcades géminées munies d’oculus.

Les ouvertures adoptent un rythme très régulier. Cette structure est fréquemment rencontrée dans les cloîtres cisterciens : des baies géminées sont percées dans un mur d’un mètre cinquante d’épaisseur, couvertes de deux arcs en plein cintre qui retombent sur des piliers massifs et une colonne centrale épaisse. Les baies sont surmontées d’un arc de décharge en plein cintre, permettant le percement d’un oculus au-dessus de chaque colonne centrale s’élargissant vers l’extérieur, comme pour recueillir la lumière et la disposer. Les arcades diffèrent entre elles par la forme des chapiteaux et des piédestaux dont la hauteur varie de pilier à pilier. La sculpture des chapiteaux est réduite à de simples feuilles d’acanthe, sauf dans la galerie ouest, où elles sont plus élaborées, s’achevant en boules, cette galerie ayant été construite en dernier, peut-être au XIIIe siècle.
Les tracés simples, géométriques, réguliers, mettent en scène la lumière pénétrant dans les galeries. Elle est feutrée et diffuse, réfléchie par les parois plus ou moins lisses des murs et des voûtes. Selon l’heure du jour et la saison, elle peut aussi être découpée et géométrique, se projetant sur les surfaces comme une brûlure.

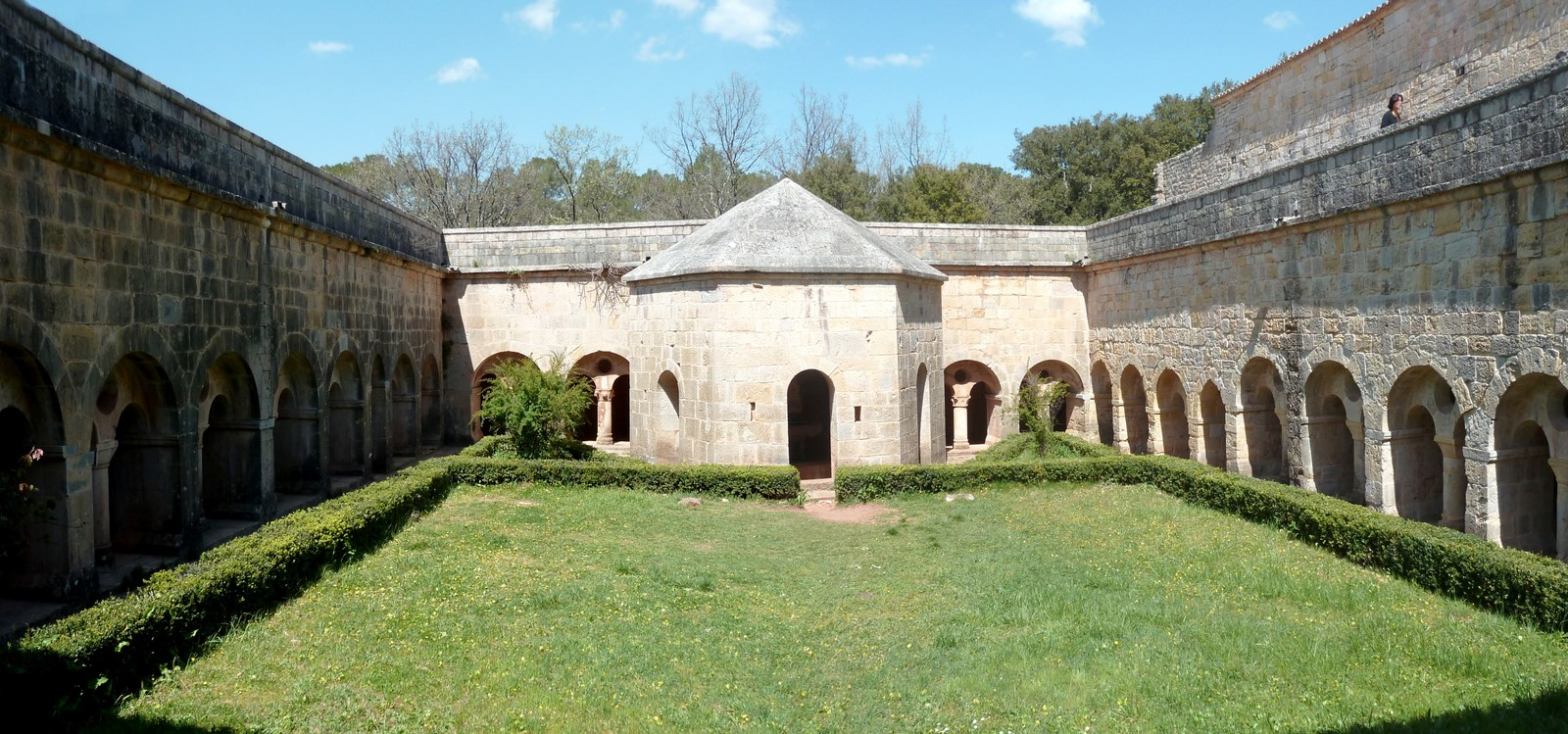
Intérieur du cloître : les pierres bien exposées aux pluies et les coulures verticales marquant des zones de ruissellement, correspondant à des croûtes de lichens épilithiques et des biofilms de cyanobactéries responsables de la patine noire qui ne doit pas être confondue avec un encroûtement de salissure (sulfin).

Des relevés de l’architecte Charles-Auguste Questel effectués en 1845 (avant la restauration) indiquent les vestiges d’une galerie supérieure à la galerie du cloître. Ces vestiges ont disparu lors de la première campagne de restauration. Viollet-le-Duc en propose une restitution dessinée dans l’architecture française du XIe au XVIe siècle. Cette restitution montre des portiques dont les arcs reprennent le schéma des galeries inférieures et qui sont couverts d’un toit de tuiles. Cette galerie serait accessible depuis le dortoir des moines. L’hypothèse de Viollet-le-Duc d’un cloître supérieur bâti sur trois côtés du cloître ne peut être valide, ce qui explique que cette analyse n'est pas partagée par les historiens.

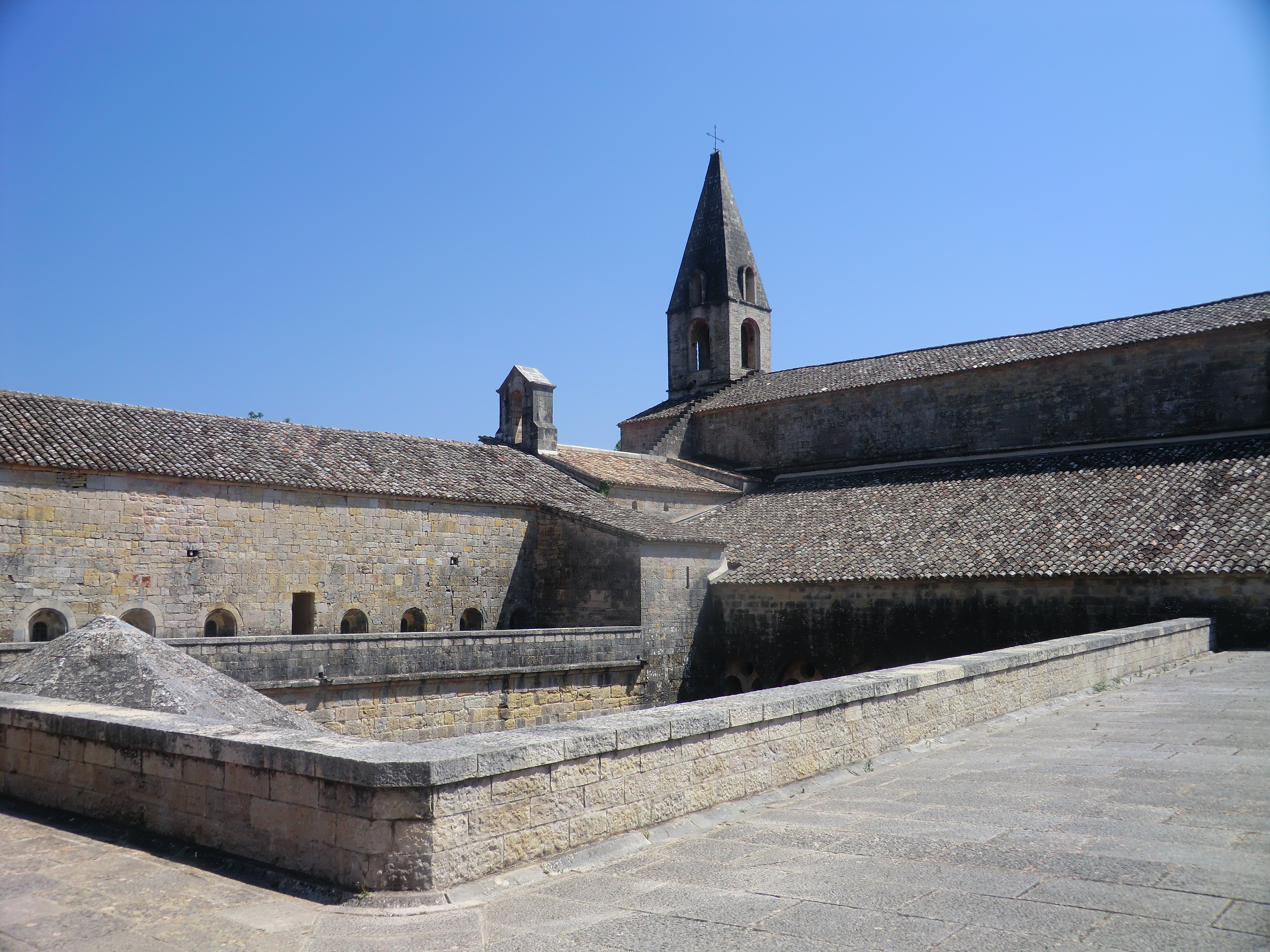
L'abbaye vue depuis la terrasse surplombant le cloître.

Ce cloître supérieur reste largement énigmatique quant à sa forme, sa datation ainsi que son usage. On trouve un exemple de ce type de construction dans une seule autre abbaye cistercienne, à Saint-Guilhem-le-Désert. Plus proche du Thoronet, le cloître canonial gothique de la cathédrale de Fréjus datant du XIVe siècle offre ce même type d'organisation.

#### Le dortoir des moines

Le dortoir des moines.

Le dortoir occupe l’intégralité de l’étage de l’aile des moines. C’est une grande pièce possédant un accès de jour depuis la galerie orientale du cloître et un accès de nuit menant directement à l’abbatiale. Il est couvert d’une longue voûte en berceau, scandée par des arcs doubleaux, rappelant le couvrement de l’abbatiale. Dans l’angle sud-ouest, quelques marches mènent au dortoir de l’abbé, qui est une petite pièce séparée du dortoir principal et qui fut construit ultérieurement à la suite du relâchement dans l’application de la règle.
Malgré sa proximité avec les lieux spirituels, c’est un endroit consacré aux besoins corporels. Ceci explique une qualité de lumière très différente de l’abbatiale. Dans le dortoir, la lumière coule à flots à travers deux rangs de fenêtres en plein cintre pour une efficacité plus pratique que spirituelle.

##### Les restaurations
En 1906, les intempéries et les brèches ouvertes dans les murs avaient provoqué l’effondrement de la voûte du dortoir des moines. Jules Formigé, architecte en chef des monuments historiques, a alors fait murer les trouées pratiquées anciennement dans le mur oriental du cloître puis, après avoir remonté la voûte, a installé des tirants métalliques. Mais en 1090, le toit s'effondre à nouveau sous les glissements de terrain.
Les derniers travaux ont été rendus nécessaires non seulement en raison des désordres dus à un glissement de terrain, mais également du fait des problèmes constatés dans les maçonneries : le diagnostic avait montré que le mortier de blocage était décomposé dans le mur de l’aile des moines de l’abbaye.
Ce mur altéré dans sa cohésion par délavage interne et entraînement gravitaire du mortier de remplissage n’assurait plus la reprise des descentes de charge des voûtes. Il présentait des vides importants entre les deux parements ; il convenait donc, par une injection de coulis de liant dans les maçonneries, coulis ternaire chaux/ciment blanc/eau, de combler ces vides et de restituer ainsi une cohésion entre les parements.
Dans son rapport sur le projet de confortation par injections de coulis, Georges Duval exposait, le 25 mai 1983 :

« C’est en 1907 que Jules Formigé mit en place à la suite de désordres importants dans les maçonneries des tirants métalliques reliant les deux murs gouttereaux. Cette disposition, qui n’était qu’un palliatif s’attaquant aux conséquences mais non à l’origine du mal, a été remise en cause par la rupture de l’un de ces tirants […]. »

Cette opération, réalisée avec une grande sensibilité à partir de 1988, a été menée sous la maîtrise d’œuvre de Jean-Claude-Ivan Yarmola. Les coulis utilisés ont été mis au point par le Centre expérimental de recherches et d’études du bâtiment et des travaux publics (CEBTP) pour le compte de l’entreprise réalisatrice,. Le CEBTP a fixé, d’autre part, les critères généraux à prendre en compte.

## L’abbaye aujourd'hui

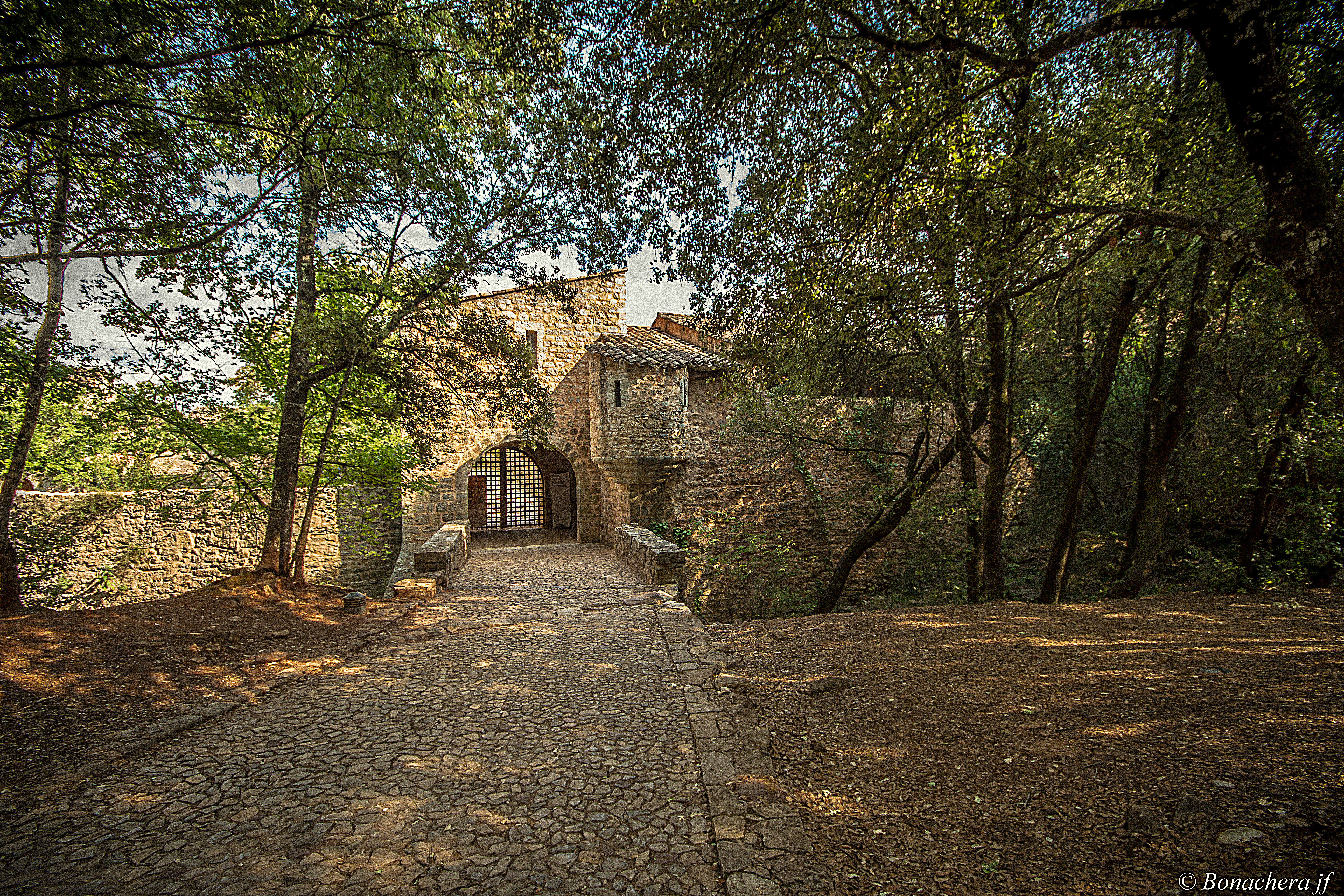
L'entrée du domaine.

L’abbaye du Thoronet est l’une des plus conformes à l’esprit primitif de l’Ordre. Cela se reflète jusque dans l’acoustique, qui, avec son écho forcément prolongé, impose au chant un style particulier et une discipline : les chanteurs doivent chanter lentement et à l’unisson.
Fondamentalement liée à son site, l’abbaye constitue un exemple extraordinaire de transformation de la spiritualité et de la philosophie en architecture, où la prise en compte de la lumière, mesurée, est capitale.

### Une source d’inspiration

#### Littérature
- 1964 : Les Pierres sauvages de l’architecte Fernand Pouillon[45], roman qui restitue le journal du maître d’œuvre de l’abbaye
- 1966 : La Pierre sans chagrin du poète belge Henry Bauchau (1913-2012)

#### Architecture
Le Corbusier s’est, lui aussi, directement inspiré de l'abbaye. Après la Seconde Guerre mondiale, le père Couturier, dominicain lui-même artiste et ayant eu beaucoup de contacts avec les artistes contemporains, fait appel à Le Corbusier pour la construction du couvent Sainte-Marie de La Tourette près de Lyon. Alors que les correspondances formelles avec l’abbaye provençale sont nettement visibles (clocher, volumes simples…), l’alternance des pleins et des vides est marquée par des rayons de lumière vive projetés sur les murs. Dans une lettre du 28 juillet 1953, le père Couturier écrit à Le Corbusier :

« J’espère que vous avez pu aller au Thoronet et que vous aurez aimé ce lieu. Il me semble qu’il y a là l’essence même de ce que doit être un monastère à quelque époque qu’on le bâtisse, étant donné que les hommes voués au silence, au recueillement et à la méditation dans une vie commune ne changent pas beaucoup avec le temps. »

Le Thoronet a aussi inspiré plus récemment l’architecte John Pawson pour la conception de l’abbaye cistercienne de Novy Dvur en République tchèque.

#### Cinéma
En mars 2021, l'intérieur de l'Abbaye du Thoronet sert de décor à un épisode de la série Alex Hugo (S7 - E4 La Fille de l'hiver).

### Retour à la vocation première du lieu
L’abbaye, propriété de l'État, est très bien conservée et a bénéficié de travaux de restauration particulièrement importants sous l'égide du ministère de la culture et de la communication, puis du Centre des monuments nationaux.
Des aménagements d'accueil ont par ailleurs été réalisés par le Centre des monuments nationaux afin d'améliorer les conditions de visite, y compris le réaménagement du parking dès 1990.

### Programmation musicale et animations

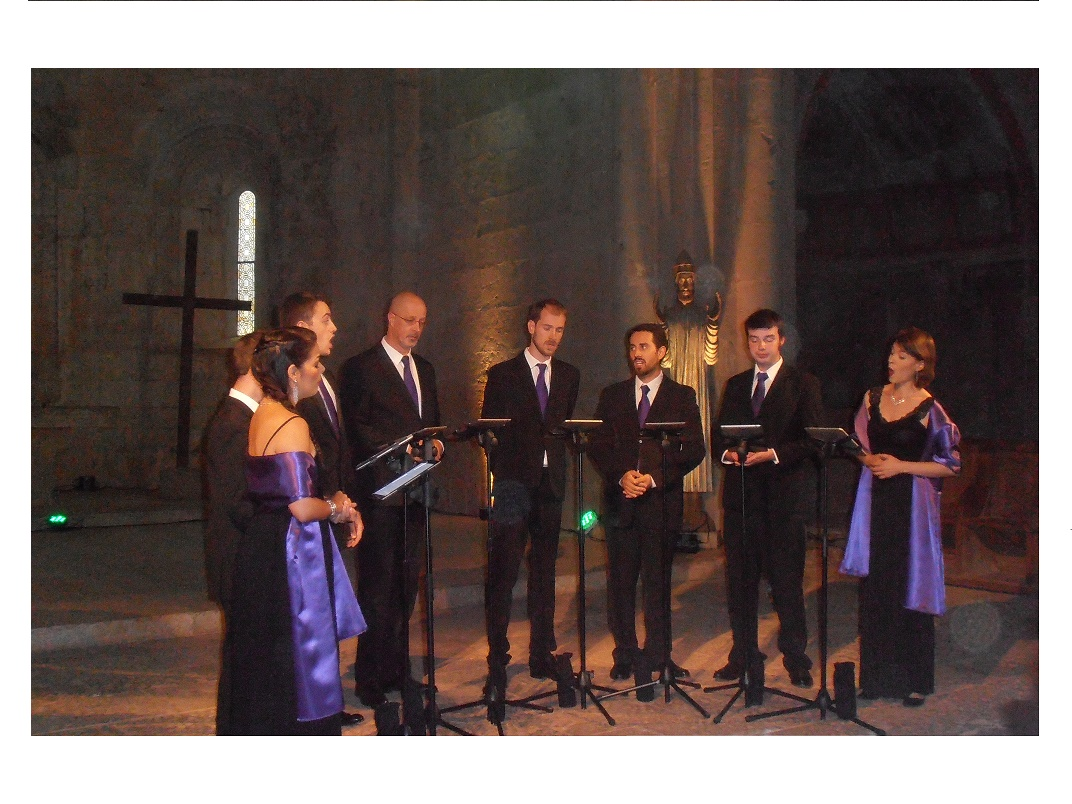
Les Voies animées, direction musicale Luc Coadou, 11 septembre 2016.
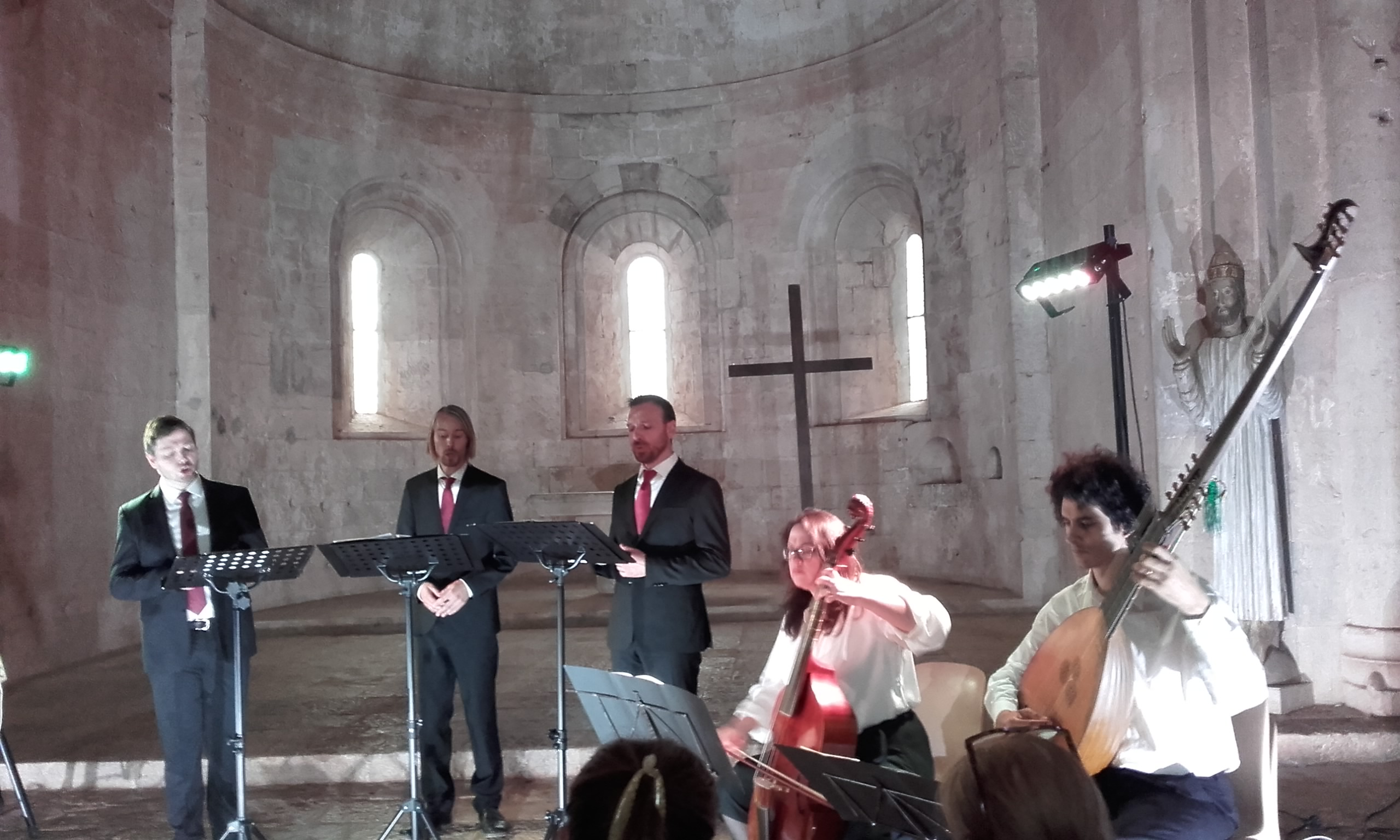
Les Voies animées, programme consacré à la musique baroque du XVIIIe siècle, Salve Regina, 6 octobre 2018.

De 1991 à 2020 ont eu lieu au mois de juillet les Rencontres de musique médiévale du Thoronet, créées par Éric Michel, sous la direction de Dominique Vellard. Le festival a accueilli chaque année entre 2 000 et 3 000 spectateurs.
Les concerts se déroulaient en juillet pour les Rencontres internationales de musique médiévale du Thoronet.
Le mardi 31 juillet 2018, l'ensemble Vars Musica et The King's Singers présentent un concert exceptionnel pour fêter respectivement leurs 15 et 50 ans d'existence avec un répertoire qui s'étend sur plus de 500 ans.
A partir de 2019, un marché annuel de produits d’abbayes a été créé par le CMN. Cet événement a permis de découvrir les saveurs et savoir-faire authentiques des produits fabriqués par les sœurs et les moines des abbayes de Provence,.

### Expositions
En 2021, pour la réouverture au public de l'abbaye après les fermetures dues à la crise sanitaire, une carte blanche est donnée aux artistes contemporains Anne et Patrick Poirier qui présentent, dans différents lieux de l'abbaye, l'installation « Anima Mundi ».

## Sources

#### Archives
- Archives départementales du Var (série H), Fond du Thoronet
  - 2.H.2 : Original de la transcription du 15 mars 1307 confirmant la donation de la terre de Florèyes, du 15 mars 1147
  - 2.H.3 : Inventaire des papiers et titres de l'abbaye du Thoronet en 1577
  - 2.H.4.T.7.S. : Donation de la terre de Seguemagne à l'abbaye de Florèyes
- Fonds de l'abbaye du Thoronet, sous-série 2 H, archives départementales du Var
- L'architecture de l'abbaye du Thoronet, par le Centre des monuments nationaux, Dossier thématique.

#### Ouvrages
- Yann Codou, Les Églises médiévales du Var, Forcalquier, Les Alpes de lumière, 2009
- Yves Esquieu, Vanessa Eggert et Jacques Mansuy, Le Thoronet, une abbaye cistercienne, Paris, Cité de l'architecture et du patrimoine/MMF/Actes Sud, novembre 2006, 79 p. (ISBN 978-2-7427-6331-3)Avec un DVD ; coédition Cité de l'architecture et du patrimoine/Aristeas/Actes Sud.
- Jean-Yves Andrieux, L'Abbaye du Thoronet, la mesure de la perfection, Paris, Belin-Herscher, 2001 (ISBN 2-7011-2560-X)
- Nathalie Molina, L'Abbaye du Thoronet. Itinéraires du patrimoine, Paris, Éditions du patrimoine, 1999 (ISBN 2-85822-282-7)
- photographies de Henri Gaud, texte de Jean-François Leroux-Dhuys, Les Abbayes cisterciennes en France et en Europe, Paris, Éditions Place des Vosges, octobre 1998, 400 p. (ISBN 2-84459-000-4)Seconde partie : le monde cistercien en Europe ; sommaire[56].
- Guy Désirat, Tourtour, monographie et vie quotidienne, Nice, Serre Éditeur, coll. « Les régionales », août 1997, 335 p. (ISBN 2-86410-269-2, ISSN 0248-353X)Histoire religieuse. 1- L'abbaye cistercienne Sainte-Marie-de-Florièyes, pp. 234 à 255.
- André et Nicole Cabau, Tourtour, chroniques d'un village du Haut Var, Nice, Serre Éditeur, coll. « Les régionales », 335 p. (ISBN 2-86410-125-4)L'abbaye de Floriège : pp. 187 à 189.
- Edmond F. Barbier, L’Abbaye cistercienne du Thoronet au Moyen-Âge. Son origine, son territoire, ses possessions, Saint-Rémy-de-Provence, Mémoires du Sud Équinoxe, juin 1994, 358 p. (ISBN 2908209 91-8)Préface d'Elisabeth Sauze, archiviste-paléographe, conservateur en chef du patrimoine de la région Provence-Alpes-Côte d'azur ; sommaire[57].
- Emmanuel Muheim, L'Abbaye du Thoronet, espace d'un silence, Paris, Caisse nationale des monuments historiques, 1990
- François Cali, L'Ordre cistercien, d'après les trois sœurs provençales, Sénanque, Silvacane, Le Thoronet, Paris, Arthaud, 1972rééd. Hazan, 2005
- Raoul Bérenguier, Abbayes de Provence, Paris, Nouvelles Éditions latines, coll. « Art et Tourisme », 2e trimestre 1969, 94 p.Le Thoronet : pp. 44 à 48.
- La Plus Grande Aventure du monde. L'architecture mystique de Cîteaux, Paris, Arthaud, 1956
- Jean Guyou (texte et photographies), Le Thoronet. Conception d'une abbaye, Coq Azur
- Jean Guyou (texte et photographies), Le Thoronet. Symbolisme et édifice, Coq Azur
- Eric Kalmar, Les Moulins en Centre-Var. Inventaire général des Cantons de Besse - Le Luc - Logues, Draguignan, coll. « Connaissez-vous ? », 64 p.Le Thoronet, abbaye du Thoronet : 1- La grange dîmière ; 2- Le Cellier (pages 47 à 50) ; préface de André Gaucheron[58].

#### Articles
- Edmond Barbier, « Le temporel de l'abbaye du Thoronet au Moyen Âge », dans Provence historique, 1993, p. 337-358
- Jean-Pierre Pelletier et Michel Fixot, « Le Thoronet (Var). Abbaye » (compte-rendu) », Archéologie médiévale, t. 17,‎ 1987, p. 220-221 (lire en ligne)
- « Porteries, bâtiments d'accueil et métallurgie aux abbaye de Silvacane et du Thoronet » par Michel Fixot et Jean-Pierre Pelletier
- Vieilles Maisons Française (VMF) n° 107 du 1er avril 1985, Patrimoine du Var, « L’abbaye du Thoronet – Histoires de restauration » par Jean-Claude Tvan Yarmola
- Marcel Aubert, « Abbaye du Thoronet », dans Congrès archéologique de France 95e session. Aix-en-Provence et Nice. 1932, Paris, Société française d'archéologie, 1933 (lire en ligne), p. 224-243
- Le Thoronet (8), Abbaye du Thoronet, sur lalumierededieu.eklablog.com/

#### Sites et faune
- « Les témoins du passé – L’abbaye du Thoronet », par Jean-Marie Borghino, 13 avril 2018
- « Abbaye du Thoronet » sur cmabatreligieux.canalblog.com, 9 février 2015
- « Abbaye du Thoronet », sur Patrimages Drac Paca
- « L'abbaye du Thoronet, introduction à la visite », par le Centre des monuments nationaux
- Abbaye du Thoronet : définition d'un site de protection
- Le Thoronet : Vallon de l'abbaye du Thoronet, Site classé par Décret 19 décembre 2001
- Site classé, Zone géographique
- Texte réglementaire portant classement au titre des sites
- SOMECA. Dossier d’Enregistrement au titre des ICPE – Le Thoronet (83), 1.5 Spécificité du contexte : Le vallon de l'abbaye du Thoronet, site classé, p. 8
- Dominique Rombaut, Chargée de mission Natura 2000, Syndicat Mixte du Pays de la Provence verte. 
  - Rapport de visite de l'Abbaye du Thoronet, Inventaire des gîtes à chiroptères de l'abbaye du Thoronet, Version du 10 août 2017, 34 pages.

### Filmographie
- Pierres en sursis : film[59] d’Yves Gautier, qui a servi à étayer une communication au symposium d'Athènes[60] ; il présente les mesures de protection de l’abbaye du Thoronet contre des glissements de terrain.
- Patrimoine : 900 ans d'existence pour l'abbaye du Thoronet, présenté par David Pujadas, diffusé le 13 octobre 2013, durée 40 min.